# Jardin potager
Pour les articles homonymes, voir Jardin (homonymie) et Potager.
Un jardin potager ou potager est un jardin ou une partie de jardin où se pratique la culture vivrière de plantes potagères destinées à la consommation familiale, soit principalement des légumes, des fruits non cultivables en verger et des plantes aromatiques. Le jardin potager, en plus de sa fonction alimentaire et de son intérêt économique peut avoir un rôle ornemental, une vocation éducative, constituer une activité de loisir bonne pour la santé physique et morale et contribuer au maintien de la biodiversité animale et végétale. 

## Histoire
Ce type de culture de plantes alimentaires et potagères et d'histoire de la sélection végétale remonte à la période préhistorique de la révolution néolithique de l'humanité, avec l'invention de l'agriculture par les chasseurs-cueilleurs du Néolithique. Elle s'est progressivement enrichie durant la période des jardins médiévaux et de l'exploration de monde, avec les découvertes des différents légumes et leurs proliférations dans le monde. 

## Motivations et aspects économiques
Pendant les périodes de pénurie, notamment pendant les guerres, les jardins potagers permettent d'assurer une production alimentaire complémentaire. Plus récemment c'est le plaisir de produire soi-même des fruits et des légumes qui est le plus souvent la première motivation des jardiniers. Pour les habitants des villes (ou des zones périurbaines) et du fait du confinement imposé par la crise du Covid-19, le jardinage a connu un nouvel essor  car il permet de faire de l'exercice physique et de passer du temps à l'extérieur, surtout pour des populations plus jeunes.
Le poids économique et alimentaire des jardins potagers est loin d'être négligeable. Dans la France contemporaine, l'Insee les prends en compte lors des enquêtes sur la consommation des ménages. En 1994, selon l'Insee, les productions d'un potager permettent à un ménage d'assurer 41 % de son budget en fruits et légumes; cette proportion est plus élevée dans les jardins ouvriers et familiaux. Au début d es années 2000, l'autoconsommation s'établirait à 23 % des dépenses par personne en  légumes et à 12 % en fruits. 

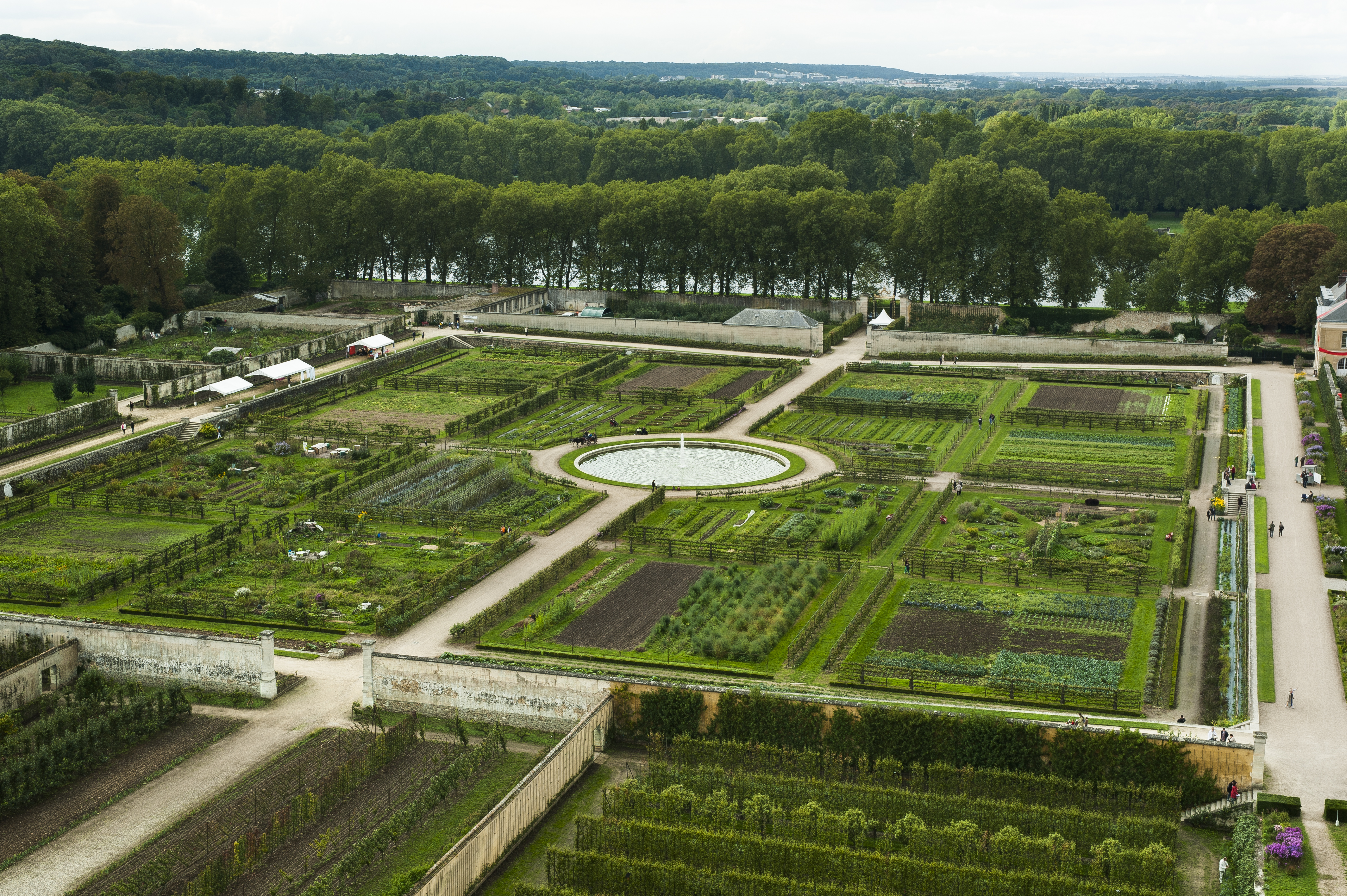
Potager du Roi du château de Versailles (France).

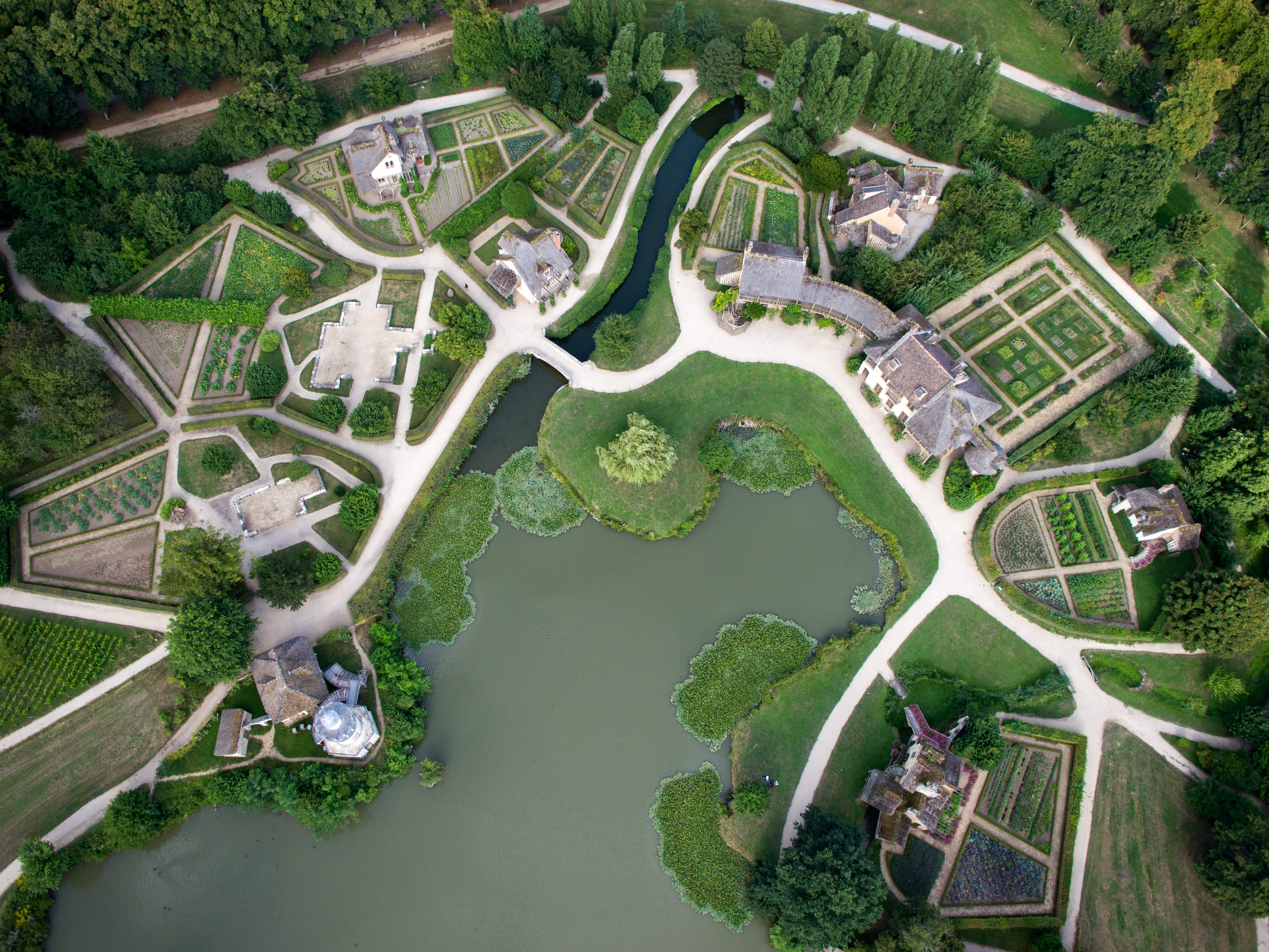
Hameau de la Reine du château de Versailles (France).

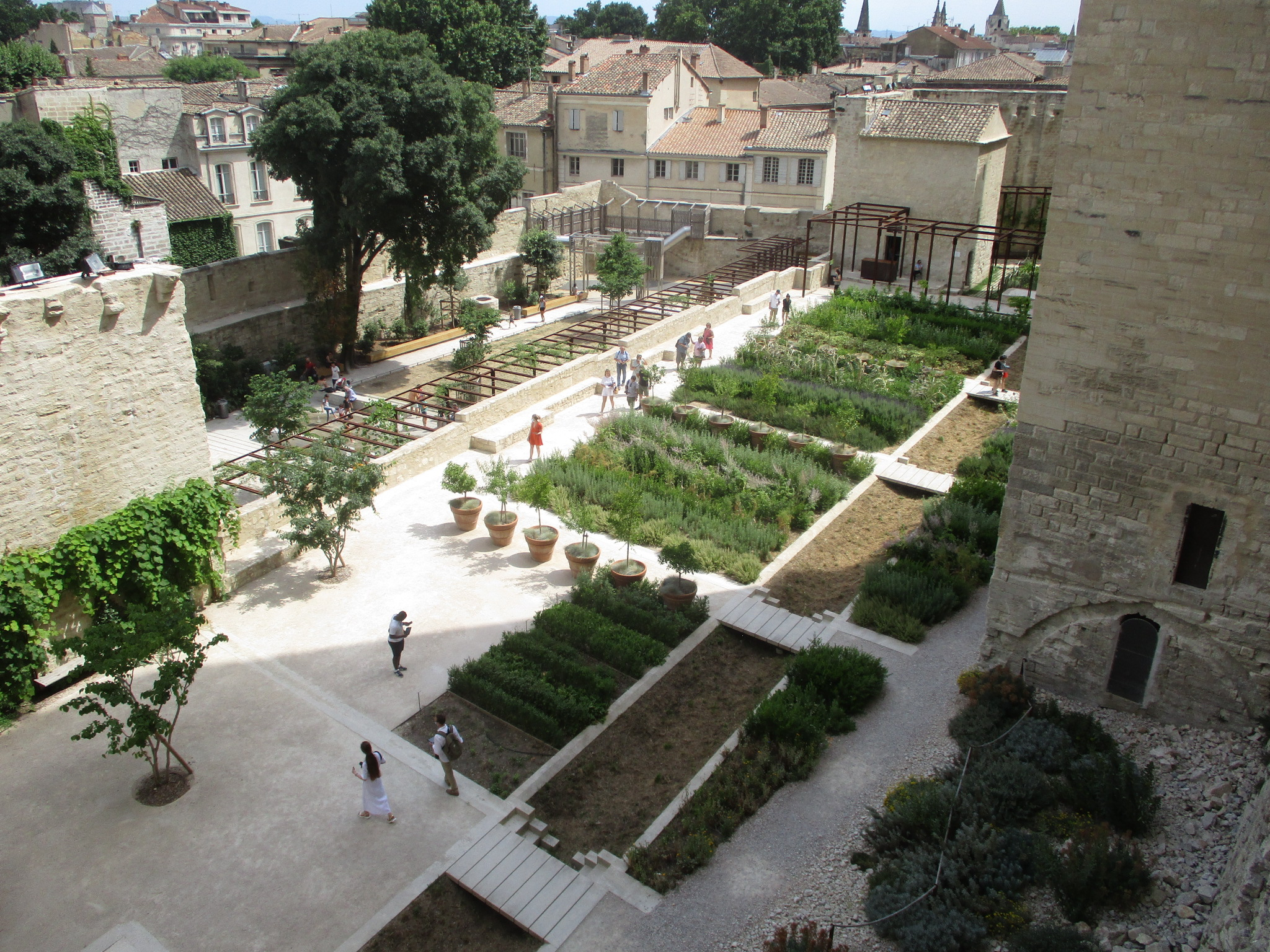
Jardins du palais des papes d'Avignon (Provence).

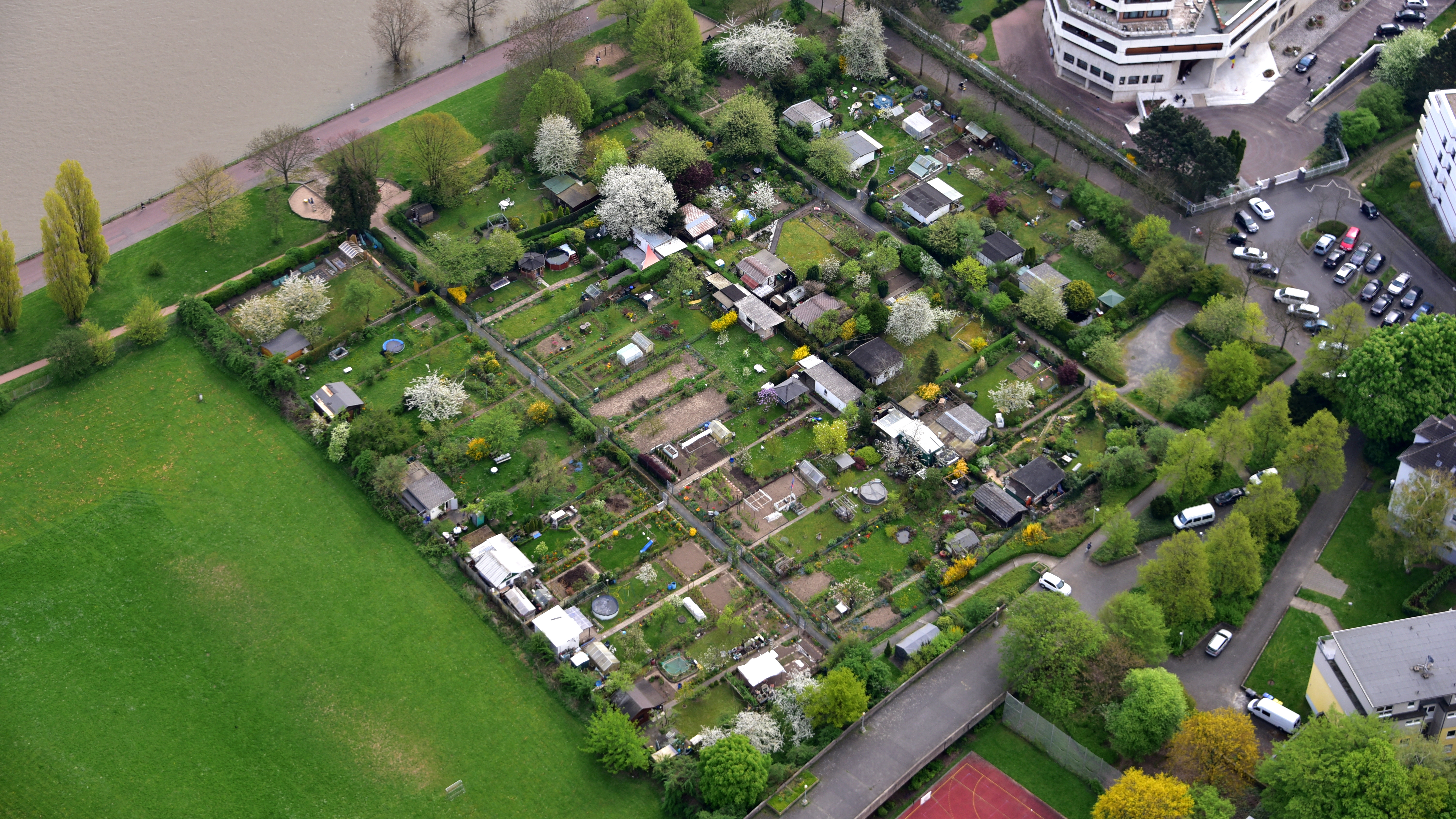
Jardins familiaux près de Bonn (Allemagne).

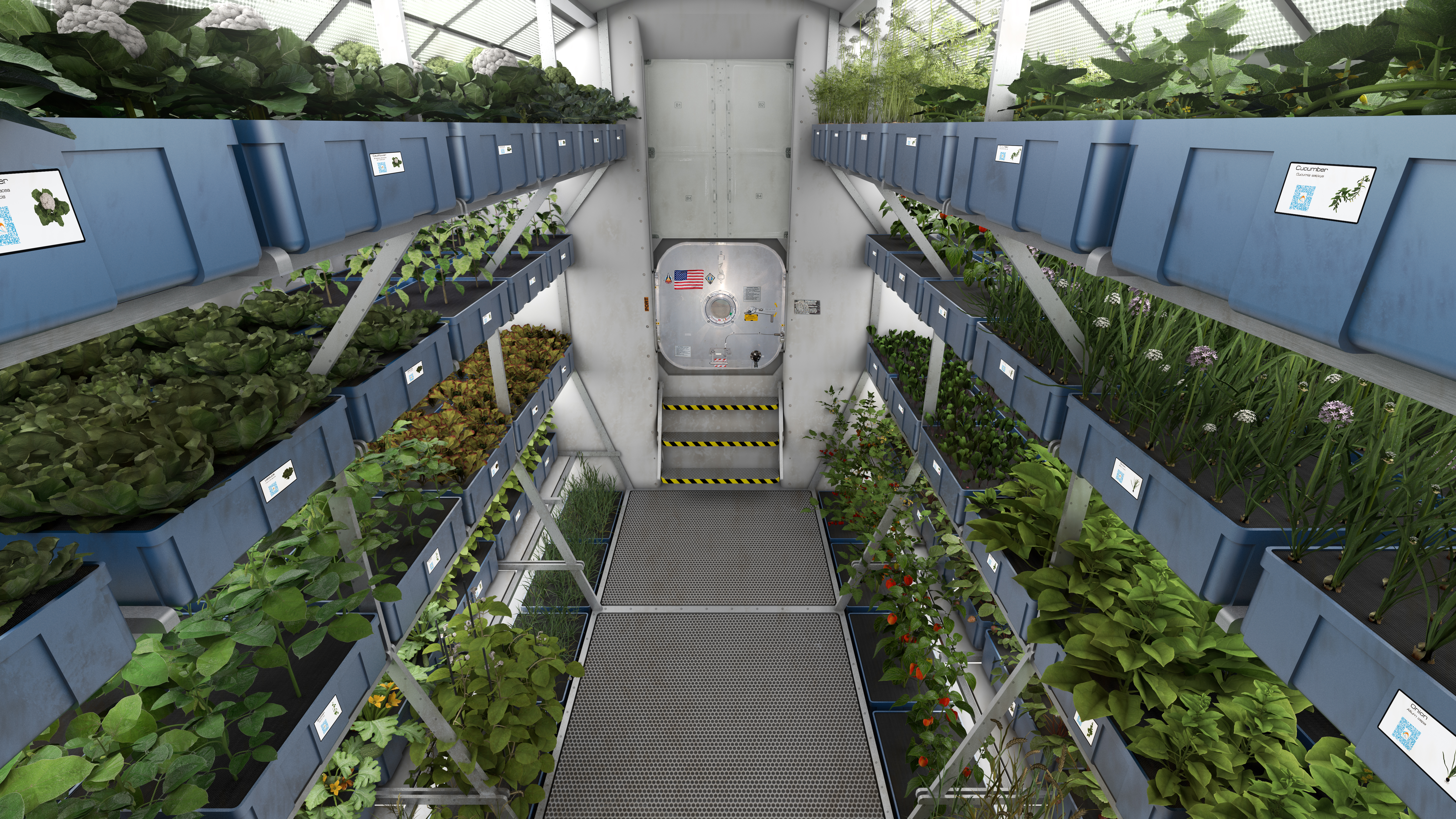
Jardin potager spatial (NASA).

Pour avoir des explications détaillées, voir Jardins familiaux#Motivations et intérêt économique.

## Types de jardins
Différents types de jardins potagers peuvent être distingués : 
- jardin potager privatif en zone rurale, en zone urbaine ;
- jardin familial ou collectif situé dans un ensemble de jardins, autrefois dénommé « jardin ouvrier » ;
- jardin partagé, communautaire ou associatif ;
- jardin potager situé dans un environnement paysager tel qu'un château, parc ;
- jardin potager pédagogique ;
- jardin potager à visée thérapeutique ;
- jardin d'insertion ;
- jardin spatial ;

## Types de plantes cultivées
Un jardin potager peut accueillir : 
- différents types de légumes, dont notamment :
  - les légumes graines utilisés en frais ou en sec : haricots blancs, rouges, fèves, petits pois, mongettes, maïs doux…
  - les légumes fruits : aubergines, poivrons, tomates, cucurbitacées (courges, courgettes, citrouilles, potirons, potimarrons, chayotes, concombres, cornichons), les gousses des légumineuses récoltées avant maturité (haricots verts, petits pois mangetout...)…
  - les légumes feuilles : salades telles que les divers types de laitues, mâches, chicorées (endives,  scaroles, frisées,...), divers types de choux, épinards, fenouil, livèche, oseille, roquette, céleris, bettes, cardons…
  - les légumes tiges : avec turion comme les asperges ; avec bulbe (ail, échalotes, oignons, poireaux), chou-rave…
  - les légumes fleurs : artichauts, choux-fleurs, brocolis, gingembre japonais
  - les légumes racines : betteraves, carottes, céleri-rave, navets, panais, radis, radis noirs, salsifis, scorsonères…
  - les tubercules : pommes de terre, topinambours, patate douce, poire de terre, capucine tubéreuse…
- des fruits non cultivables en verger : cucurbitacées tels les melons et pastèques et fruits rouges tels les fraisiers, framboisiers, myrtilles, groseilliers, cassissiers, mûres cultivées, mûres de Logan...
- des fines herbes, des plantes aromatiques et condimentaires : aneth, basilic, cerfeuil, ciboulette, fenouil, persil, menthe, romarin, sarriette, sauge, thym, etc.
- Des plantes non consommées peuvent servir : 
  - d'engrais verts (moutarde, phacélie, luzerne…) ;
  - d'embellissement : fleurs, etc. ;
  - de haies ;
  - d'ombrages.

## Mise en œuvre d'un potager
La création et l'organisation d'un potager n'est pas un point anodin : biens conçues, elles permettront d'optimiser les résultats et de faciliter les travaux.

### Localisation géographique et climat
Le jardin potager accueille de façon bénéfique des espèces adaptées à sa localisation géographique et son climat. Son environnement est également un point à prendre en compte. Il peut être complété par une serre pour permettre des cultures nécessitant plus de protection contre le froid, le vent ou les parasites.

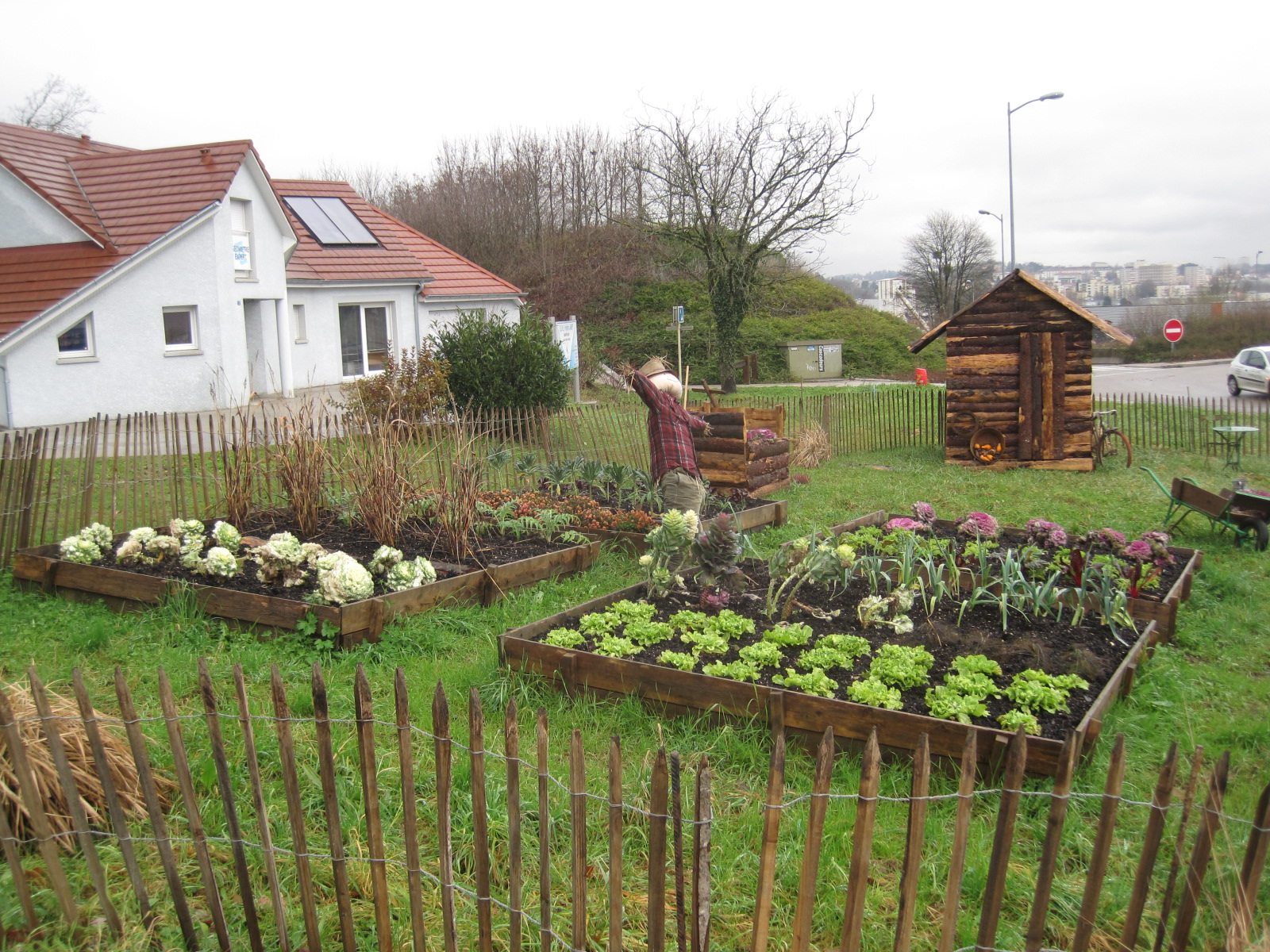
Jardin potager au carrés (France).

### Situation
La grande majorité des plantes cultivées ont besoin d'un ensoleillement suffisant pour se développer. Un jardin exposé au sud, au sud-est ou au sud-ouest et qui soit protégé au nord et au nord-est par un mur, une maison, un rideau d'arbres ou un talus est toujours préférable. Une exposition à l'est ou au nord sera difficile. Dans l’hémisphère nord, les terrains inclinés vers le sud-est sont plutôt favorables. Au contraire, les pentes regardant le nord ou l’ouest ne le sont pas. Il faut naturellement éviter l’ombre des grands arbres ou de murs élevés. Cette constatation est à inverser pour l’hémisphère sud.

### Nature du sol

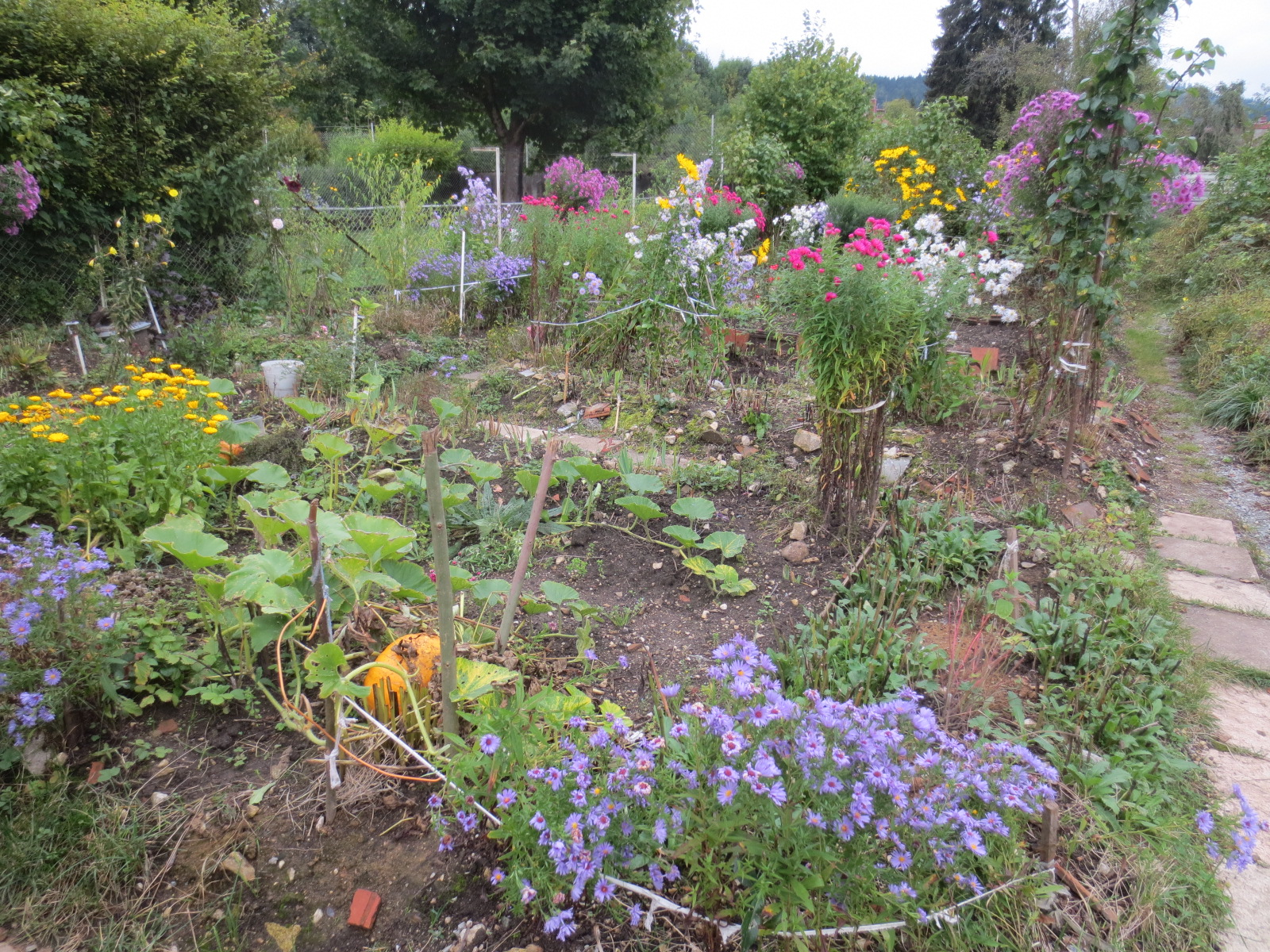
Horticulture.

Au départ, les anciennes tourbières, les marais asséchés (d'où le nom de « maraîcher » donné aux cultivateurs de légumes) sont bien adaptés. Les prairies, les pelouses une fois défoncées en profondeur sont excellentes. Mais de nombreux sols divers, après un travail régulier et des apports importants en matières organiques peuvent à la longue faire de bons sols de potager. 

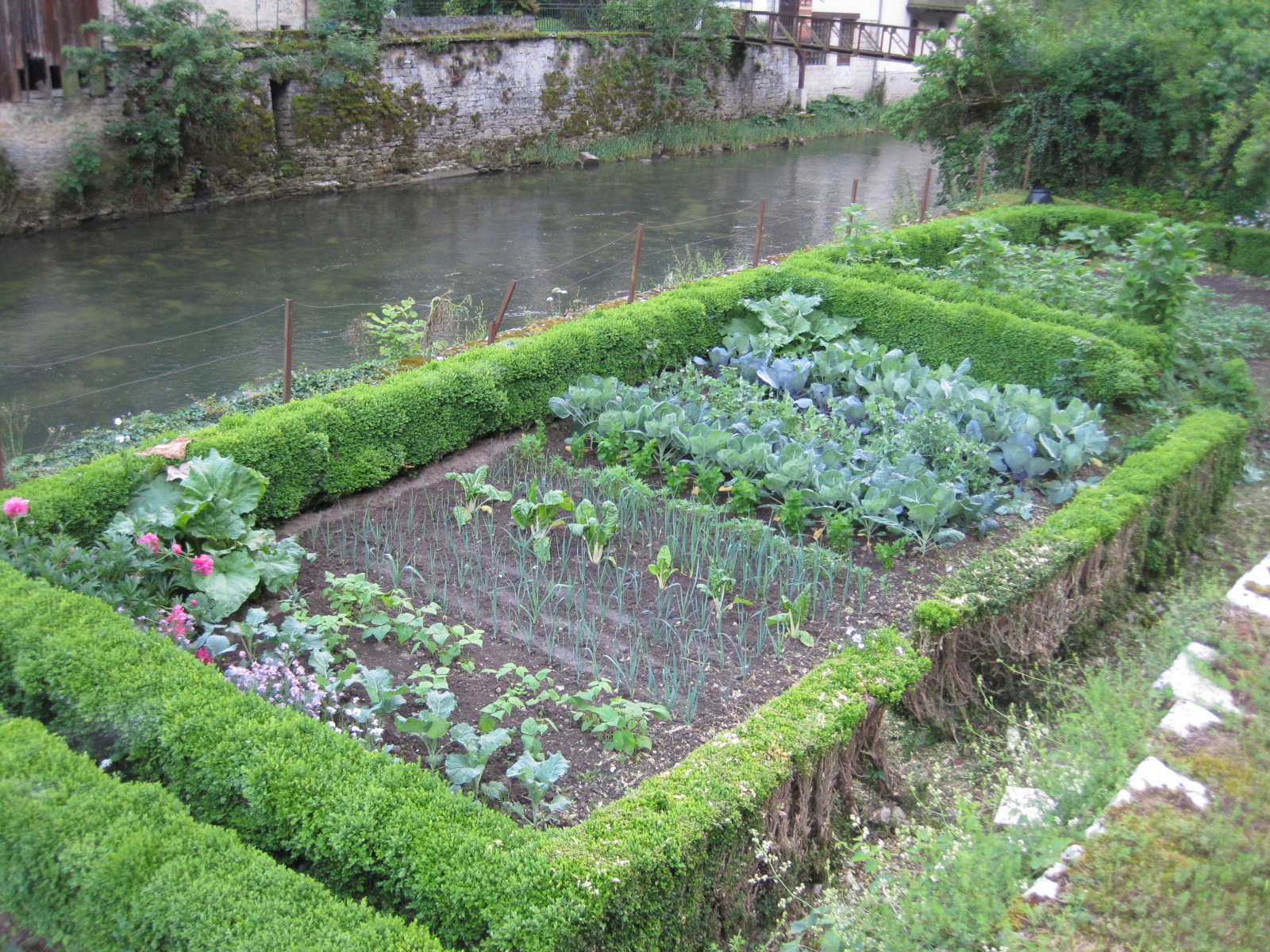

Il est toujours utile de faire une analyse de sol pour déterminer les types d'engraissements qui permettront de l'améliorer et/ou de détecter des causes de difficultés particulières (carences, excès, présence éventuelle de polluants , etc.).
Dans les contextes de sols pollués (par les métaux et métalloïdes, ou les pesticides notamment), les légumes récoltés dans les potagers peuvent être des sources de contamination des consommateurs, plus ou moins selon la biodisponibilité et la toxicité des polluants (biodégradables ou persistants). 

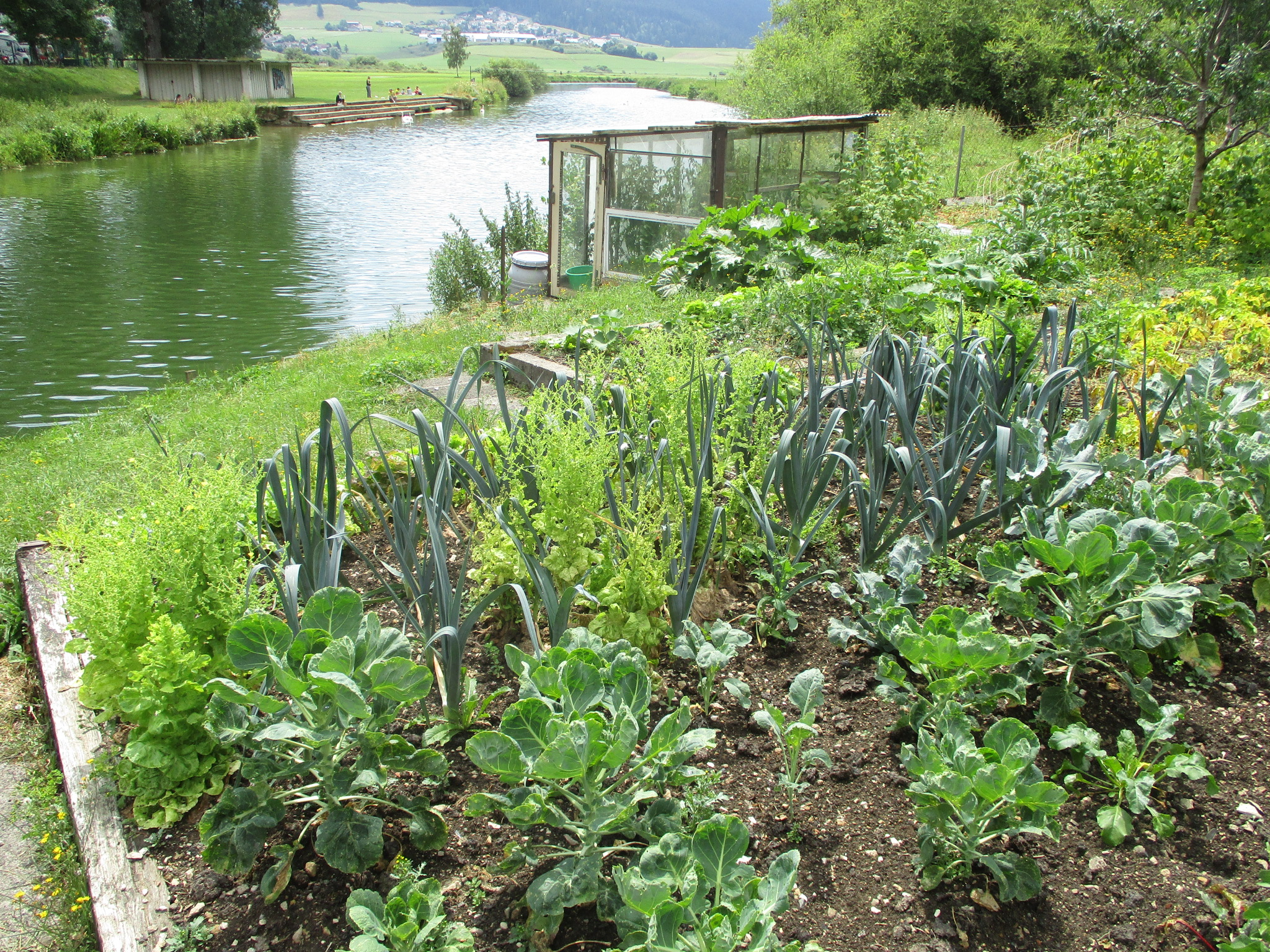

Le ver de terre est l'un des bioindicateurs permettant d'évaluer la qualité des sols ; mais de par son activité essentielle de bioturbation il peut bioaccumuler, remonter ou disperser certains polluants persistants et modifier leur présentation biochimique (et donc leur biodisponibilité et leur toxicité). Si le ver de terre est lui-même victime de ces polluants, les cycles biogéochimiques vitaux peuvent être perturbés. Via la bioturbation, le ver de terre a des effets sur la phytodisponibilité, la bioaccessibilité et la biodisponibilité pour l'homme de nombreux polluants (notamment démontrés par des études en mésocosmes, in vitro et in situ). 

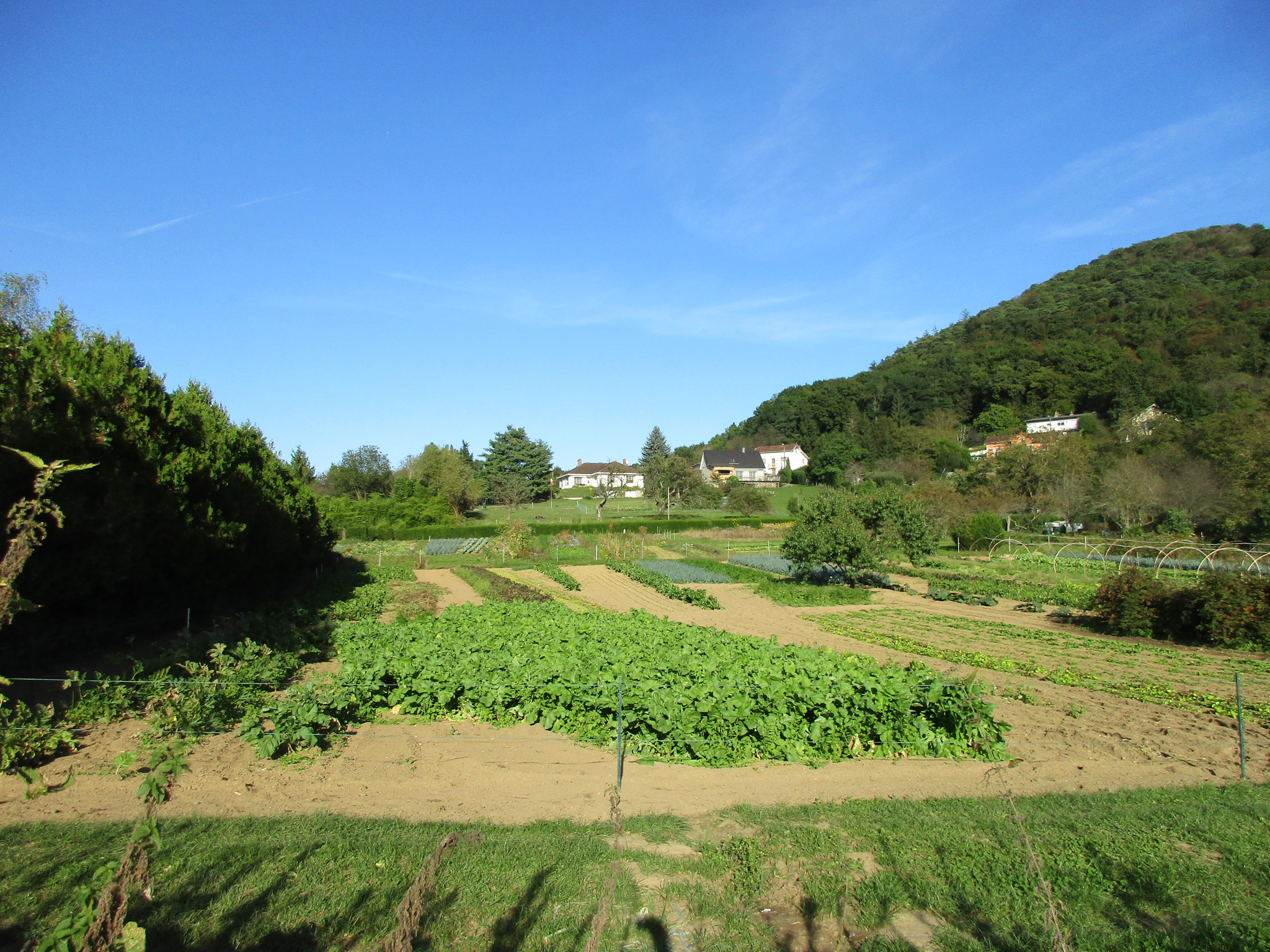

Ces paramètres dépendent fortement des caractéristiques physico-chimiques des sols (acidité notamment). L’analyse des communautés de vers de terre d'un site contaminé permet d’évaluer la qualité des sols (via des mesures d’abondance, de diversité et de taux de juvéniles de ces animaux bioindicateurs.

### Tracé
Un jardin potager peut être agencé de différentes manières. Le travail peut être facilité si sa forme est assez régulière :
Par exemple :
- un jardin carré partagé en quatre parties égales par deux allées en croix de 1 m de large ;
- un jardin de forme allongée divisé en trois bandes de deux allées parallèles si sa longueur suit la ligne Est-Ouest, en deux moitiés par une allée centrale si sa longueur est dirigée Nord-Sud.

Les planches de légumes peuvent autant que possible avoir leur plus grande dimension dans l'axe Est-Ouest. Toutefois, s'il s'agit d'un terrain incliné, il est conseillé de créer des planches dont la plus grande dimension  sera perpendiculaire à la pente de façon à éviter le ravinement produit par les eaux de pluie. Si la pente est forte, il est préférable de créer des terrasses.

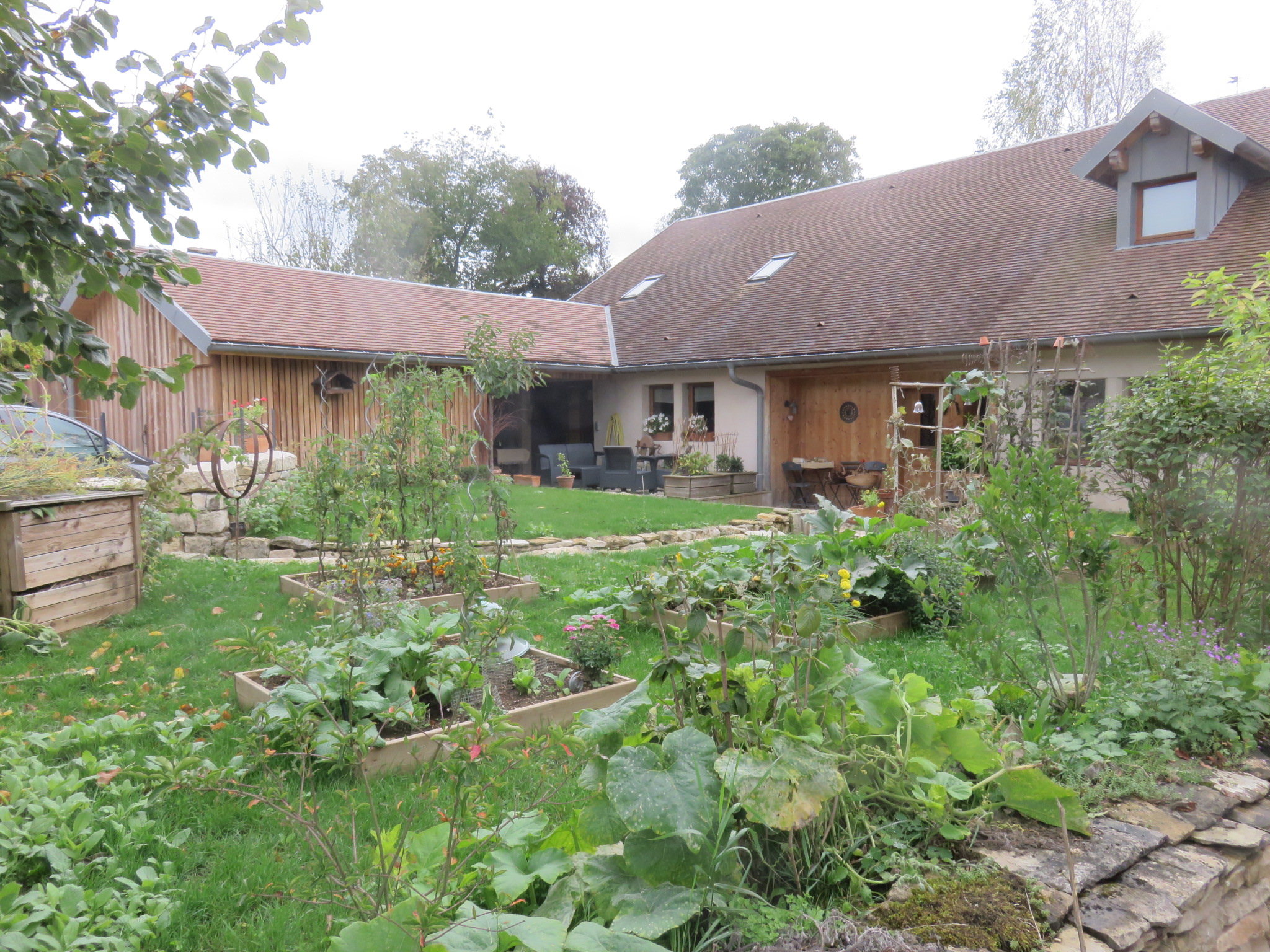
Jardinage en carrés (France).
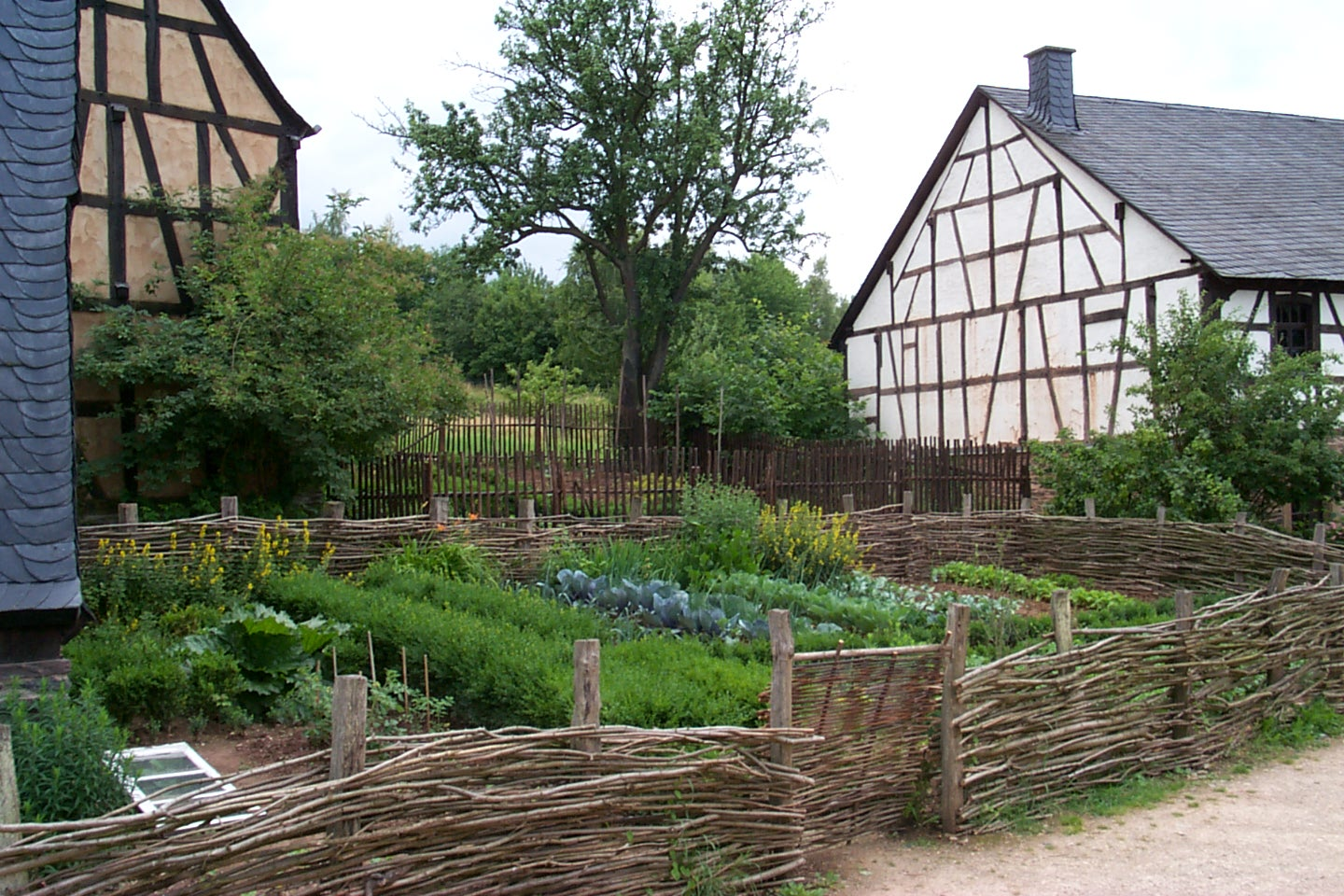
Jardin potager (Allemagne).
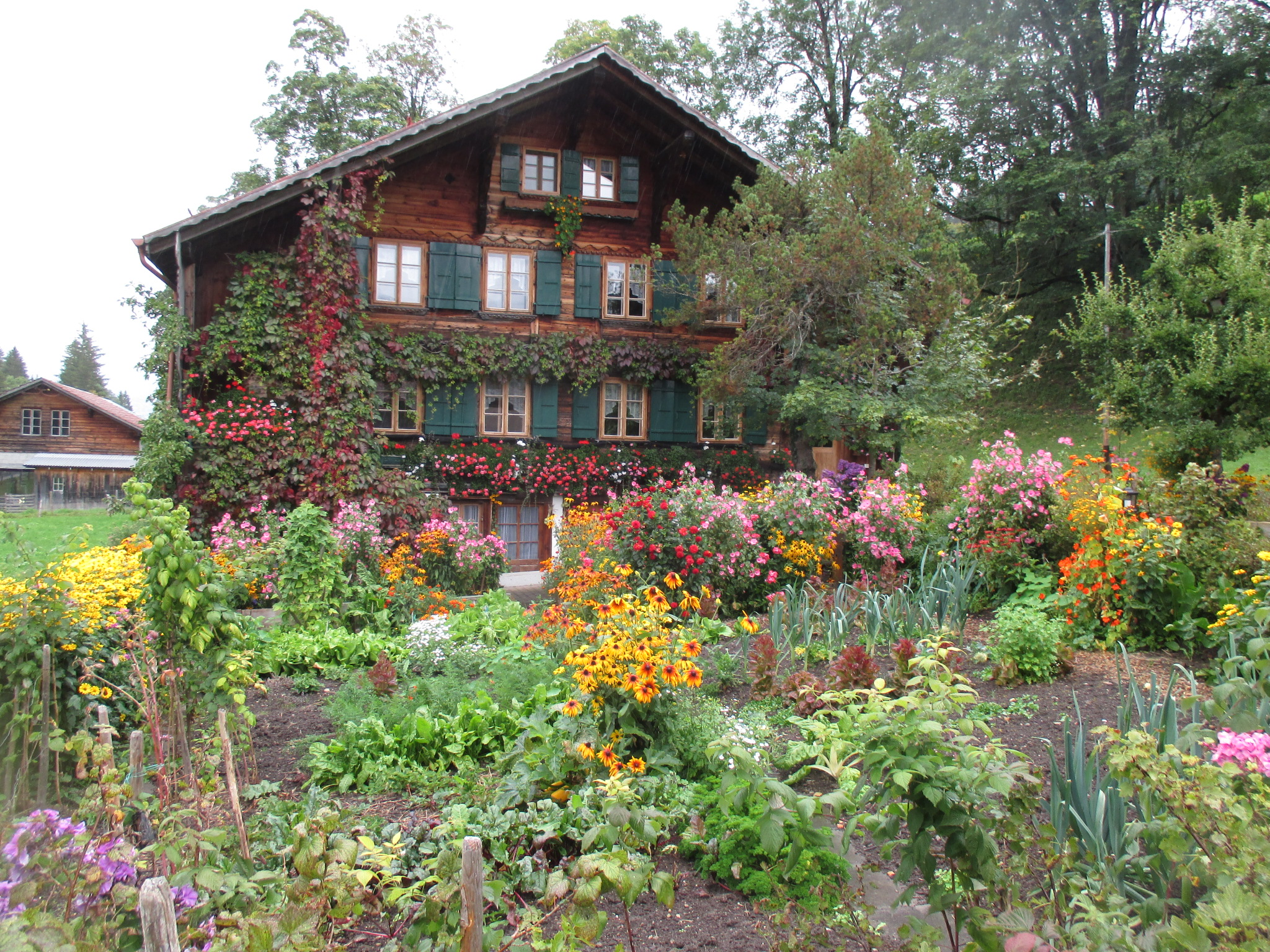
Jardin potager à Gstaad (Suisse).
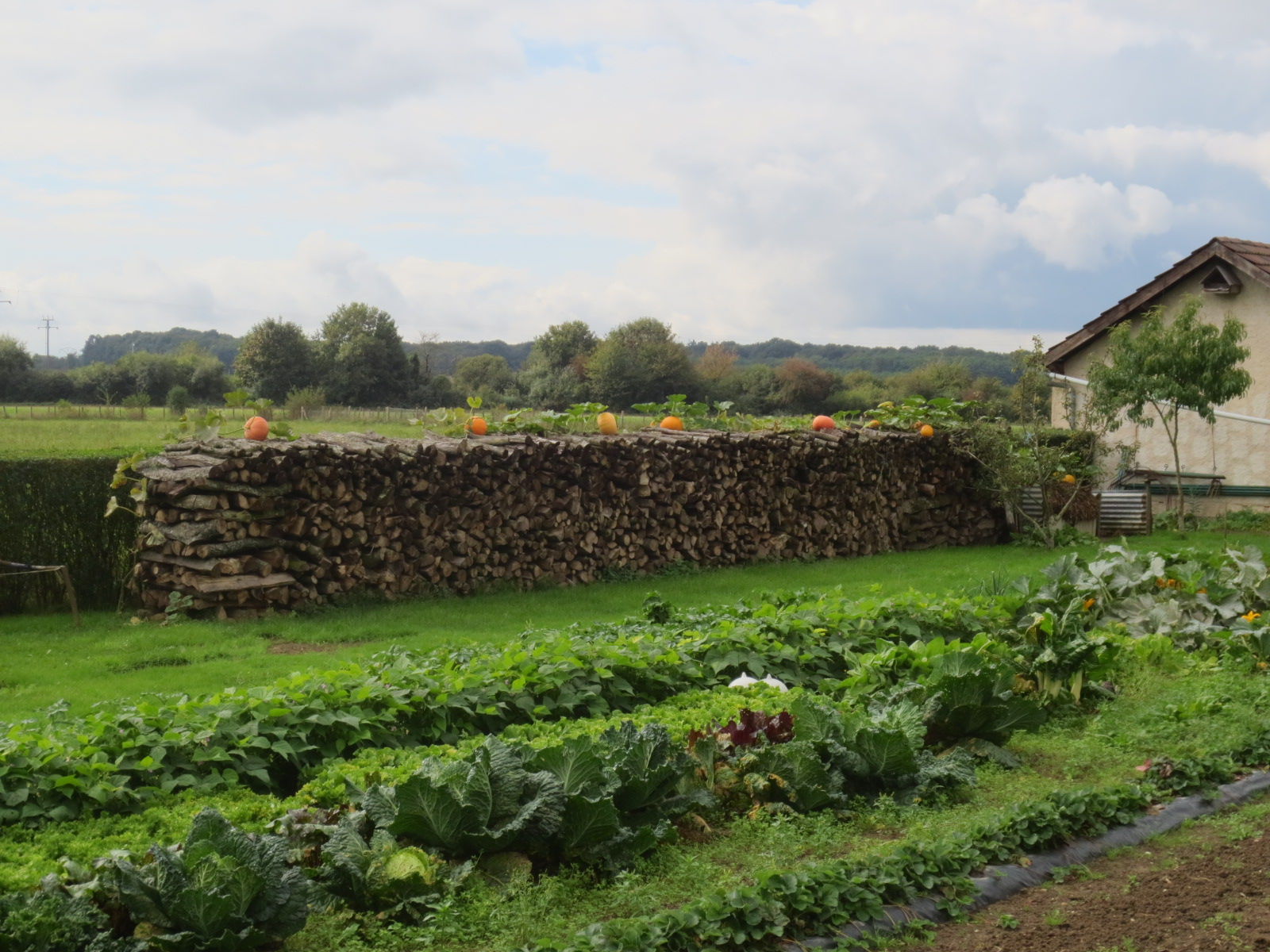
Jardin potager (France).
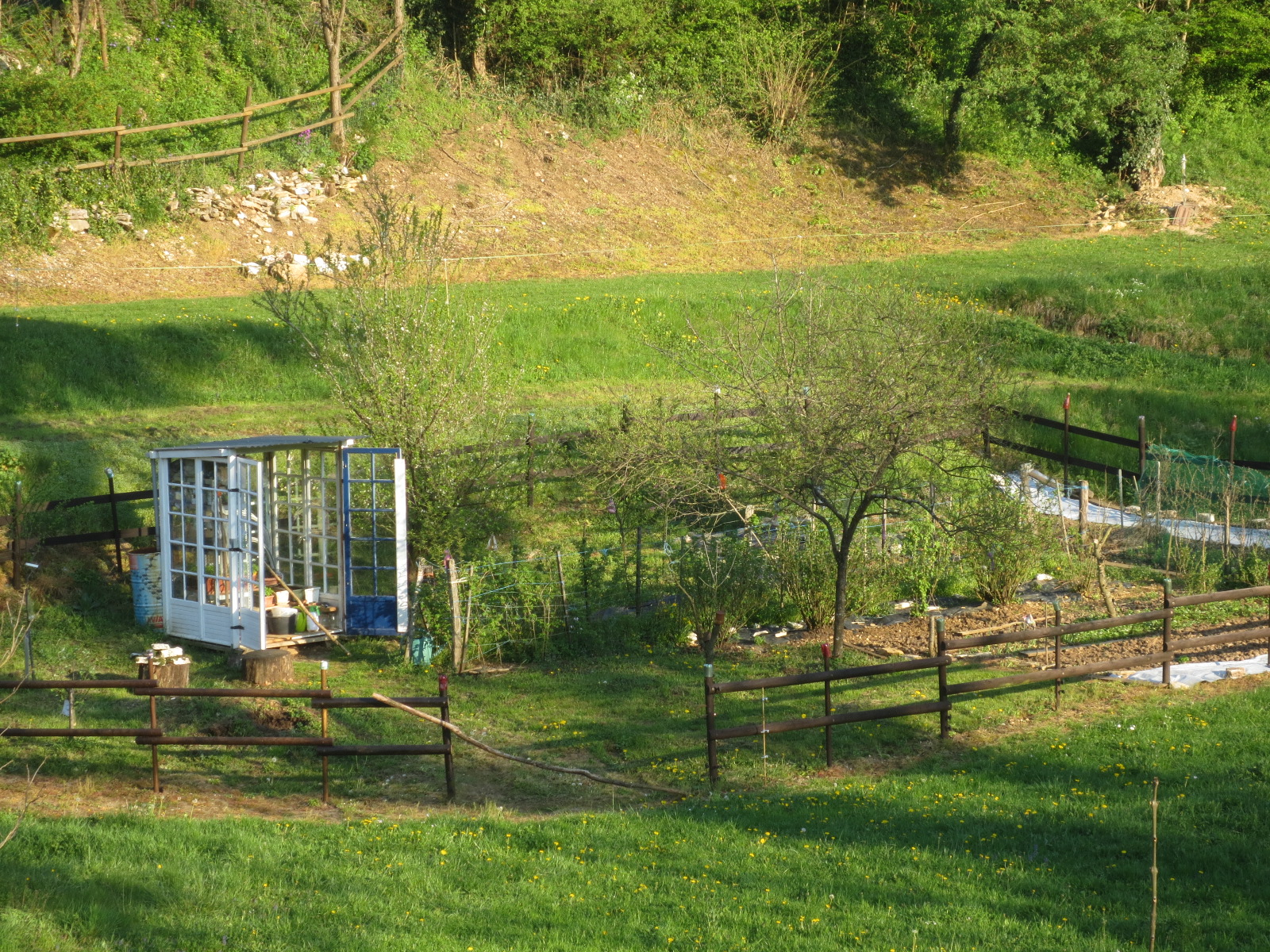
Jardin potager (France).
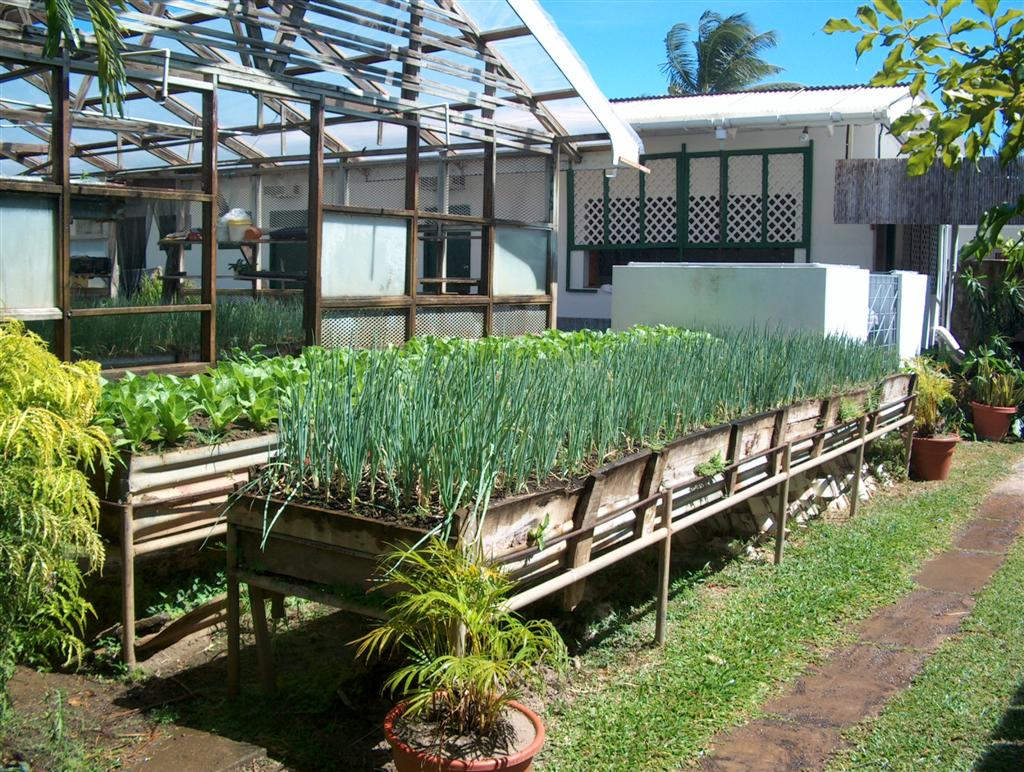
Jardin potager surélevé (Trinité-et-Tobago).
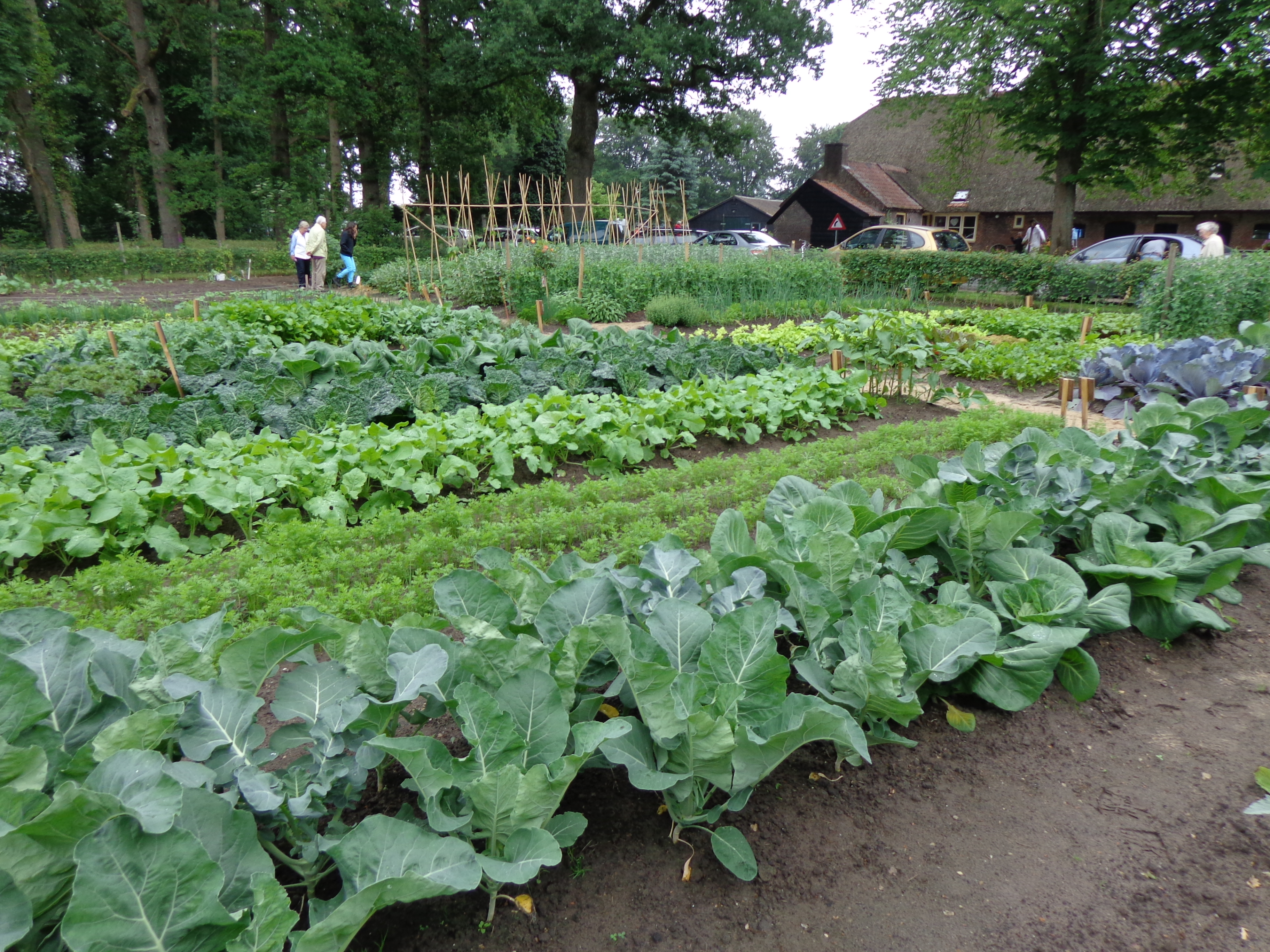
Jardin potager (Pays-Bas).
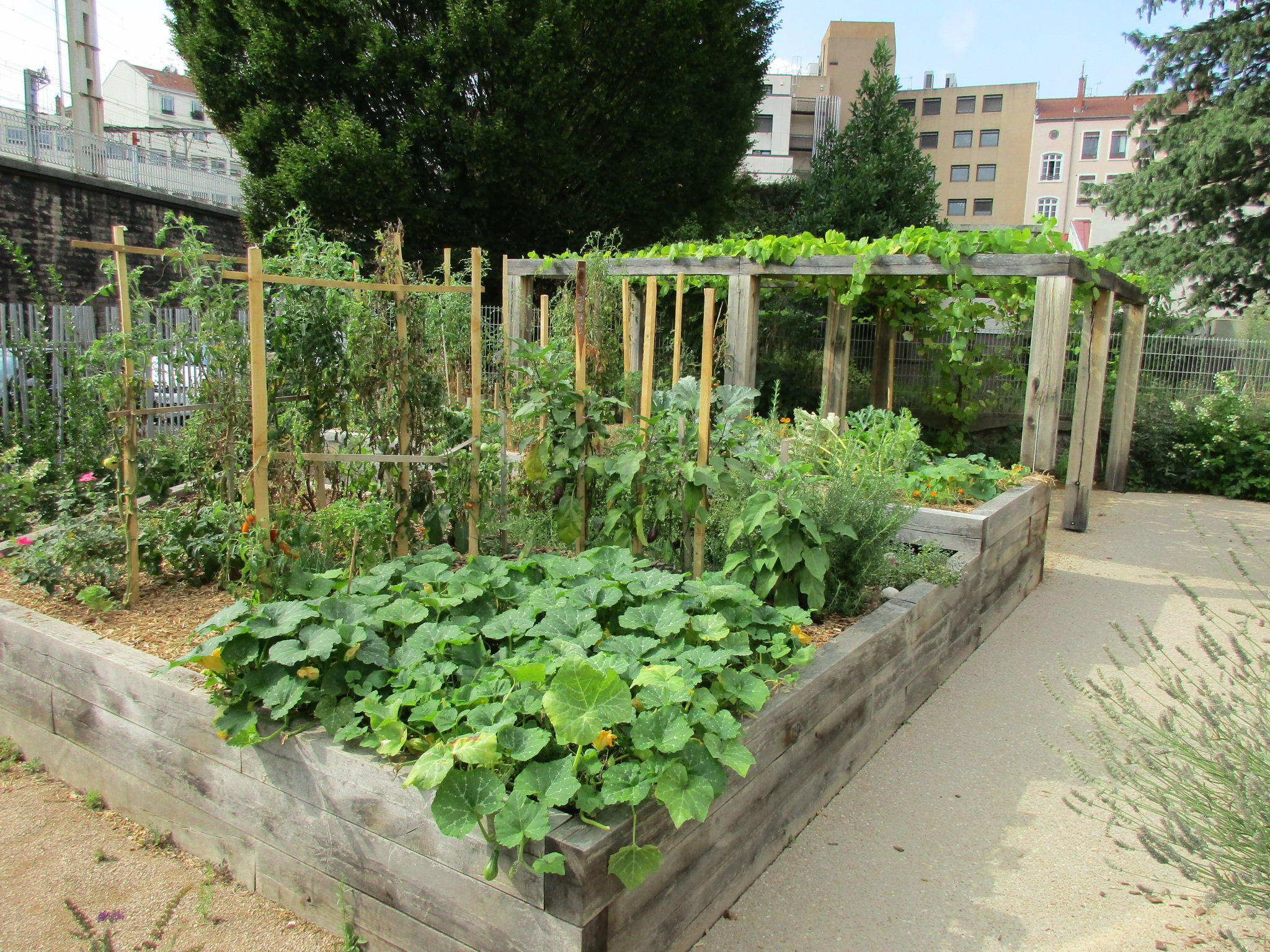
Jardinage en carrés (France).
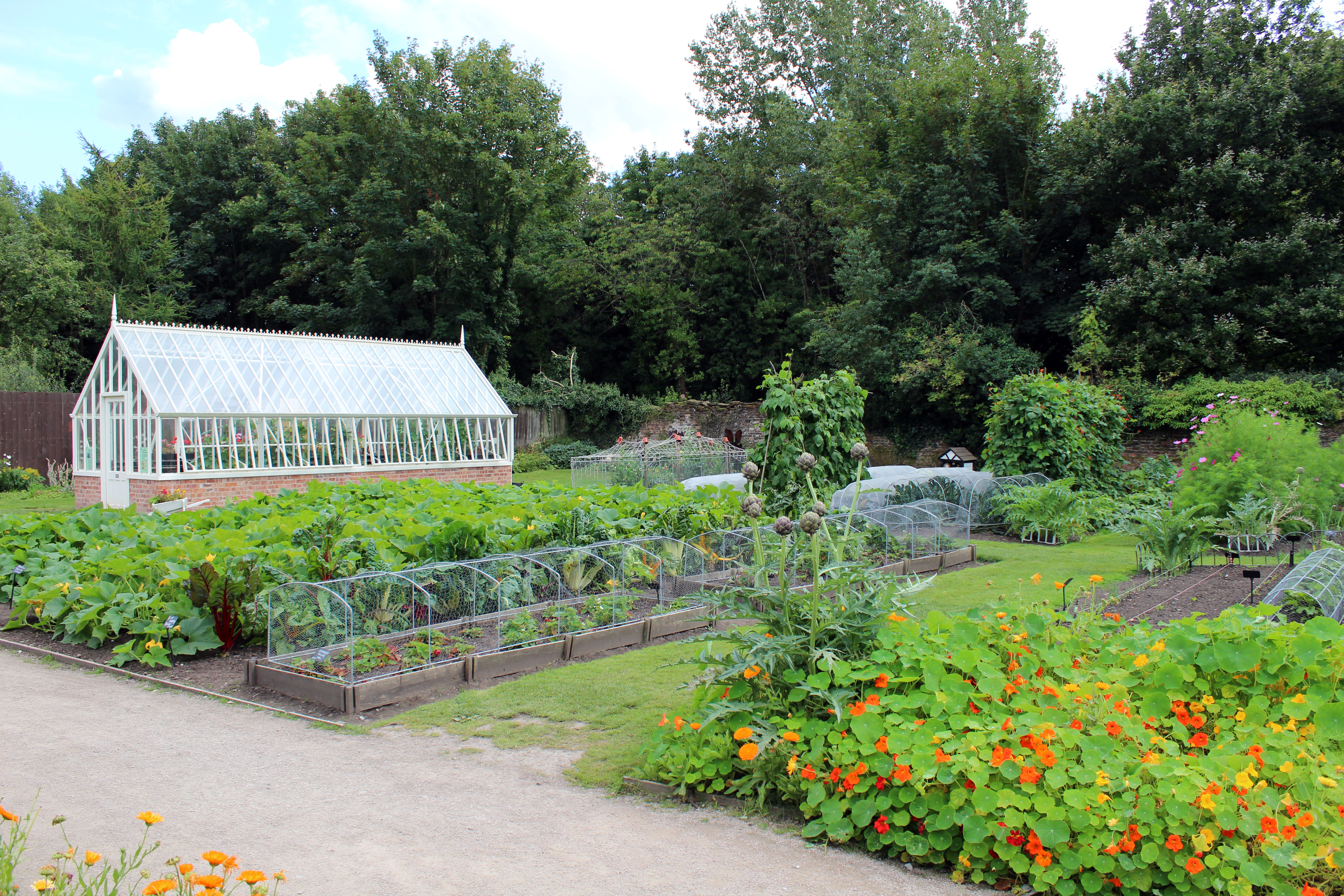
Potager du manoir de Speke Hall (en) (Angleterre).
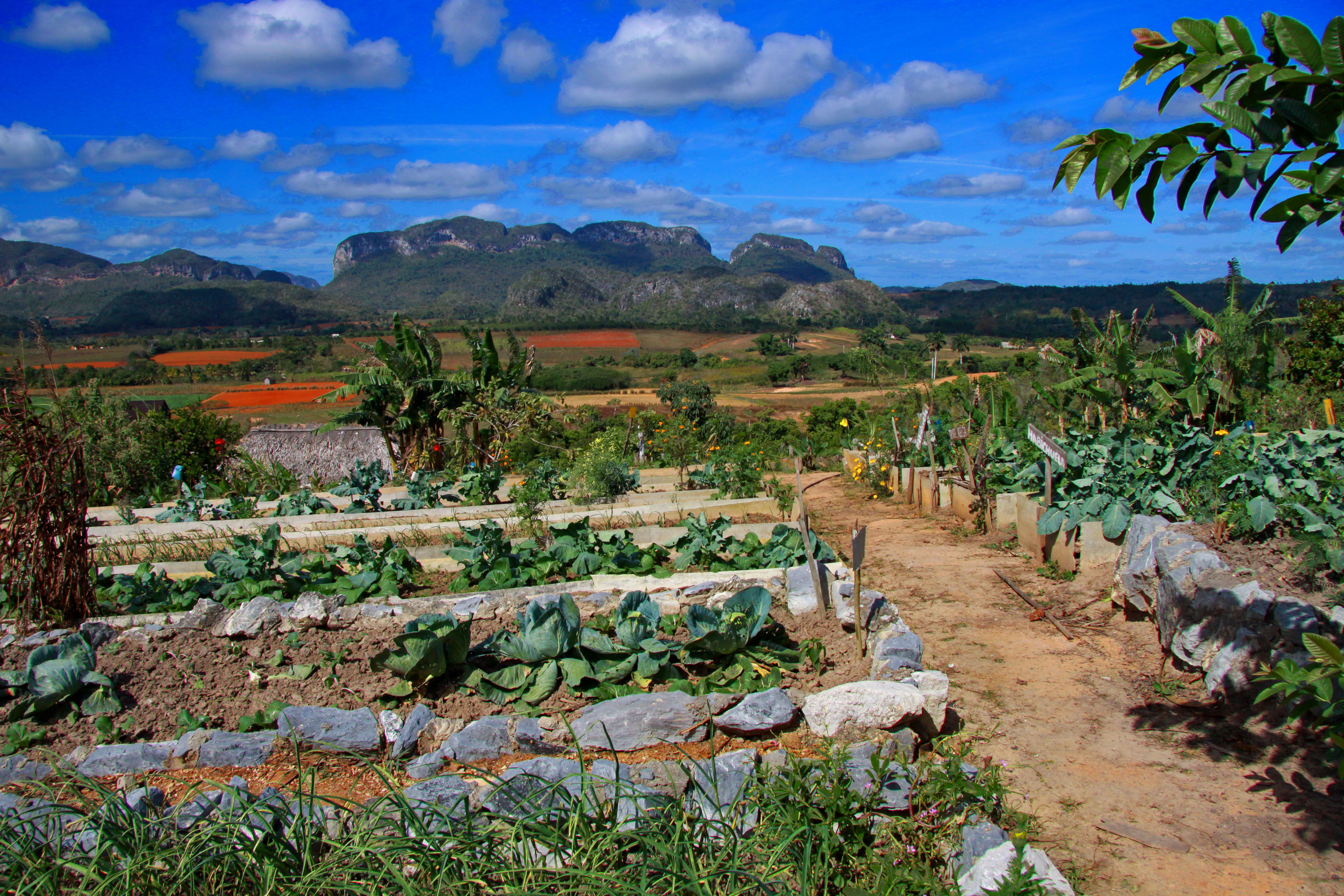
Potager de Viñales (Cuba).
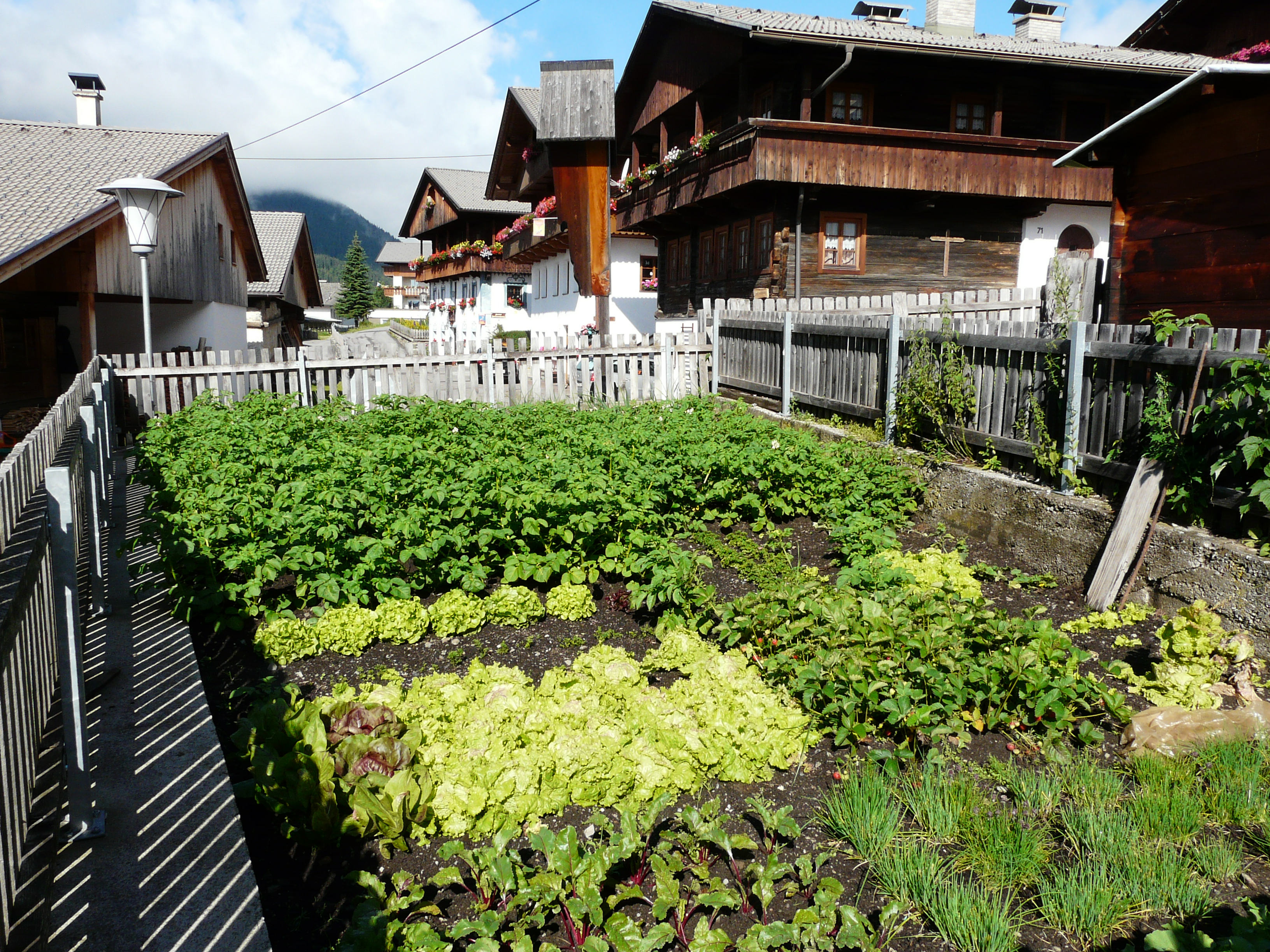
Potager du Tyrol (Autriche).
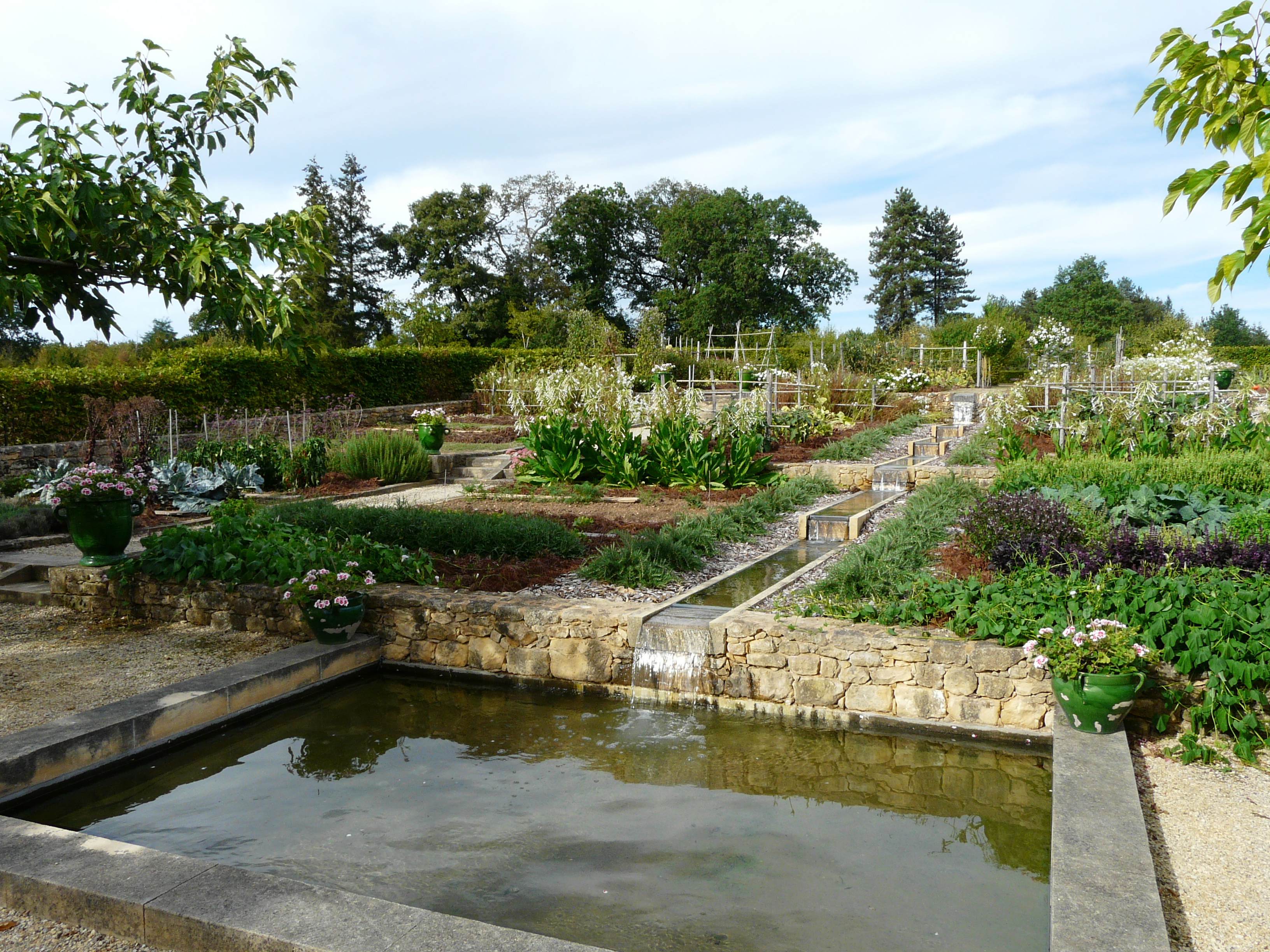
Potager du manoir de Sautet (Dordogne).
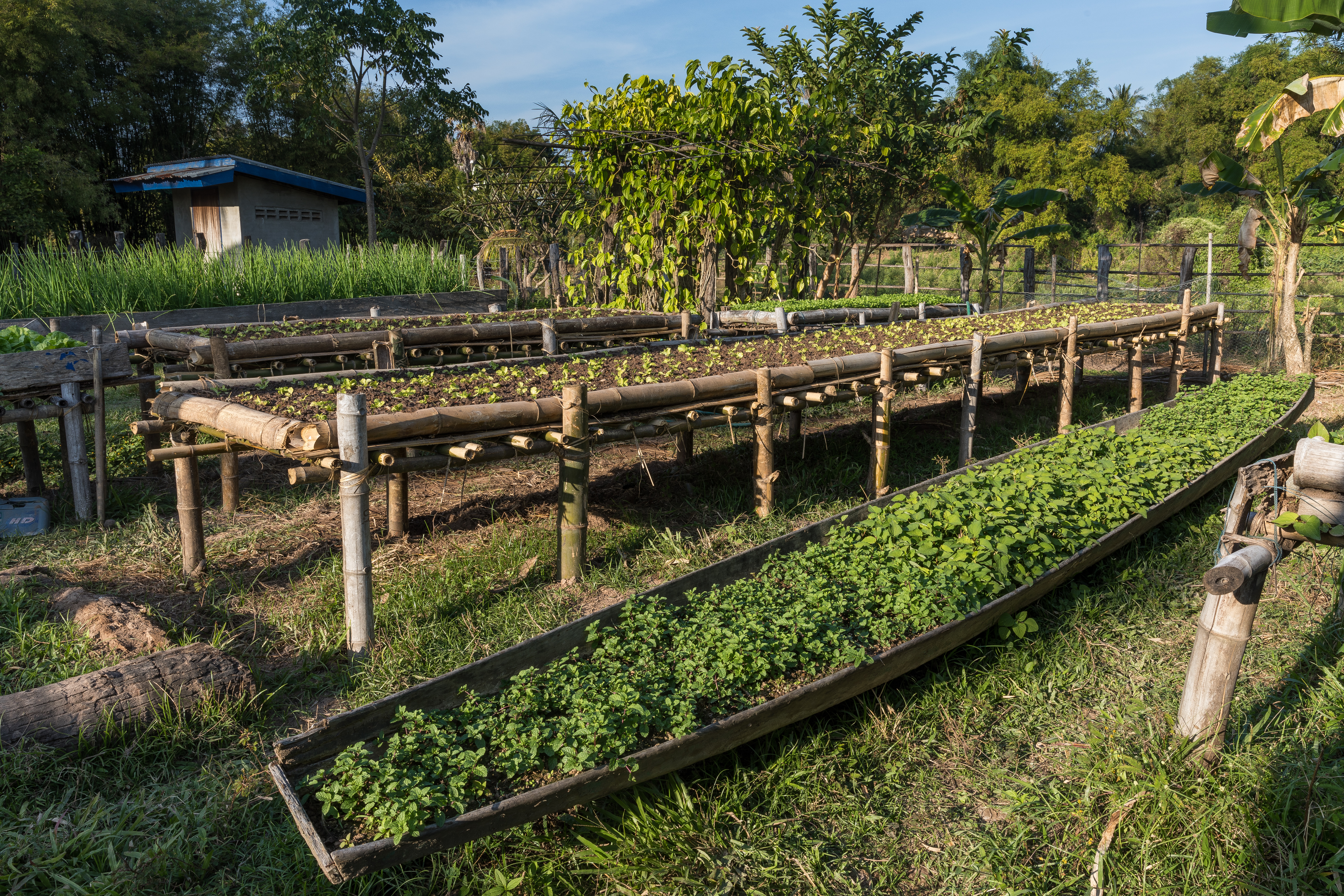
Jardinage surélevé et sur pirogue (Laos).
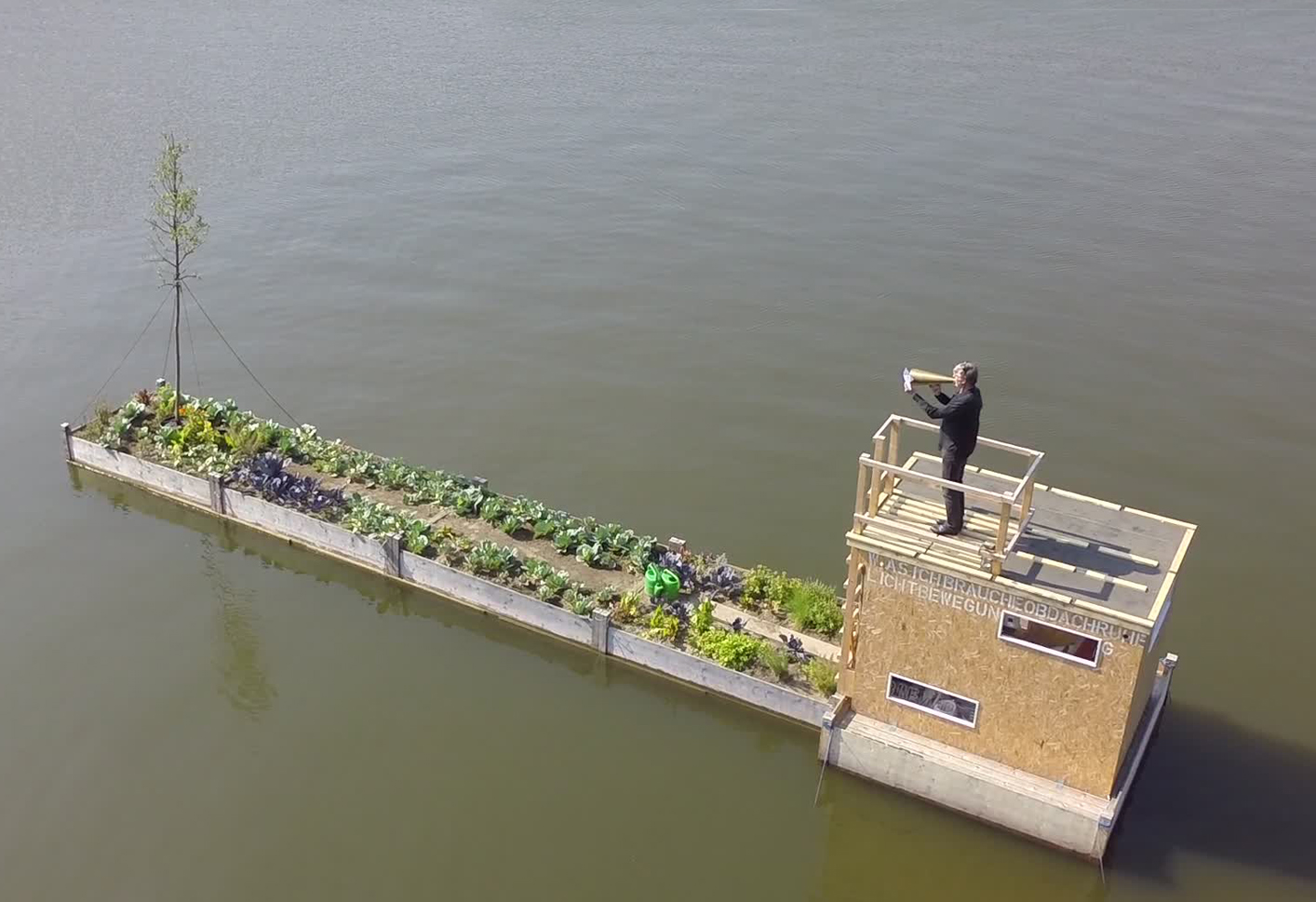
aFARM II, de l'artiste Wilm Weppelmann (en).

Afin de faciliter la circulation pour les différents travaux de semis, de plantation et d'entretien (désherbage, arrosage, etc.), il est préférable de faire des plates-bandes d'une largeur inférieure à 1,30 m – ce qui permet d'exécuter tous les travaux sans piétiner le sol de la planche –, séparées par des allées, dont certaines assez larges pour permettre le passage d'une brouette. Ces allées permettent aussi un meilleur ensoleillement des différentes plates-bandes. Une possibilité est de réaliser les plates-bandes en ados plutôt plats orientés nord-sud. Il est également possible de créer des potagers surélevés, dont certains assez hauts pour être accessibles notamment aux personnes en fauteuil roulant ou à celles ayant des difficultés à se baisser.

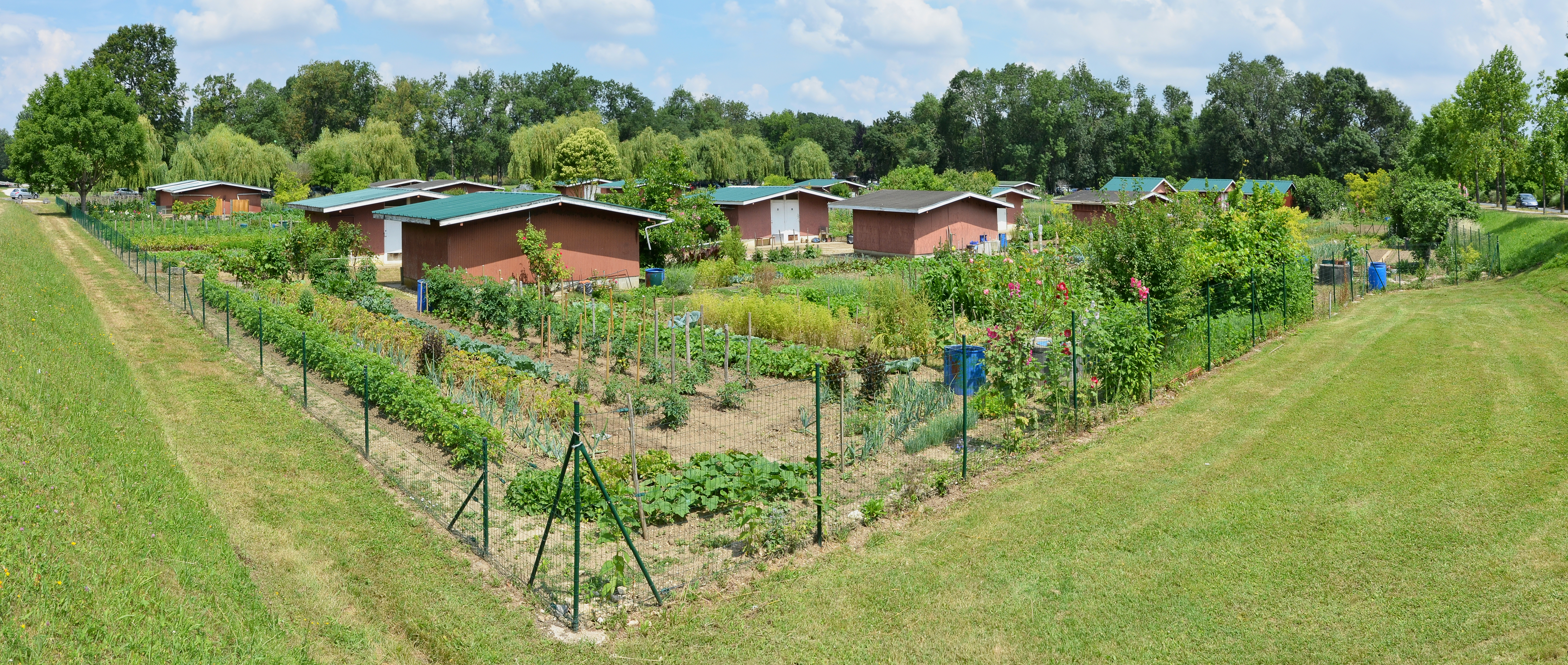
Jardin communautaire d'Angoulême (France).
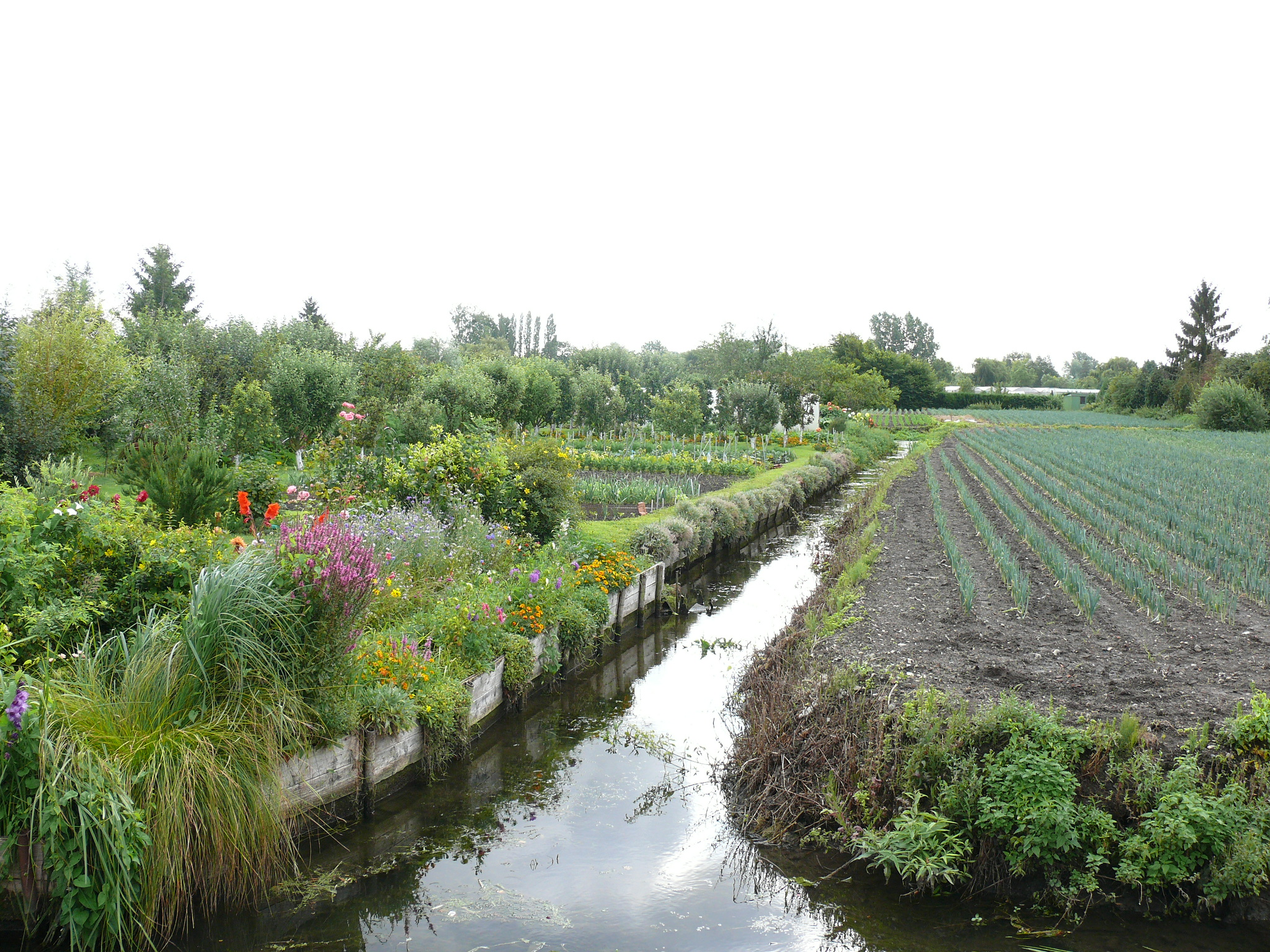
Hortillonnages d'Amiens (France).
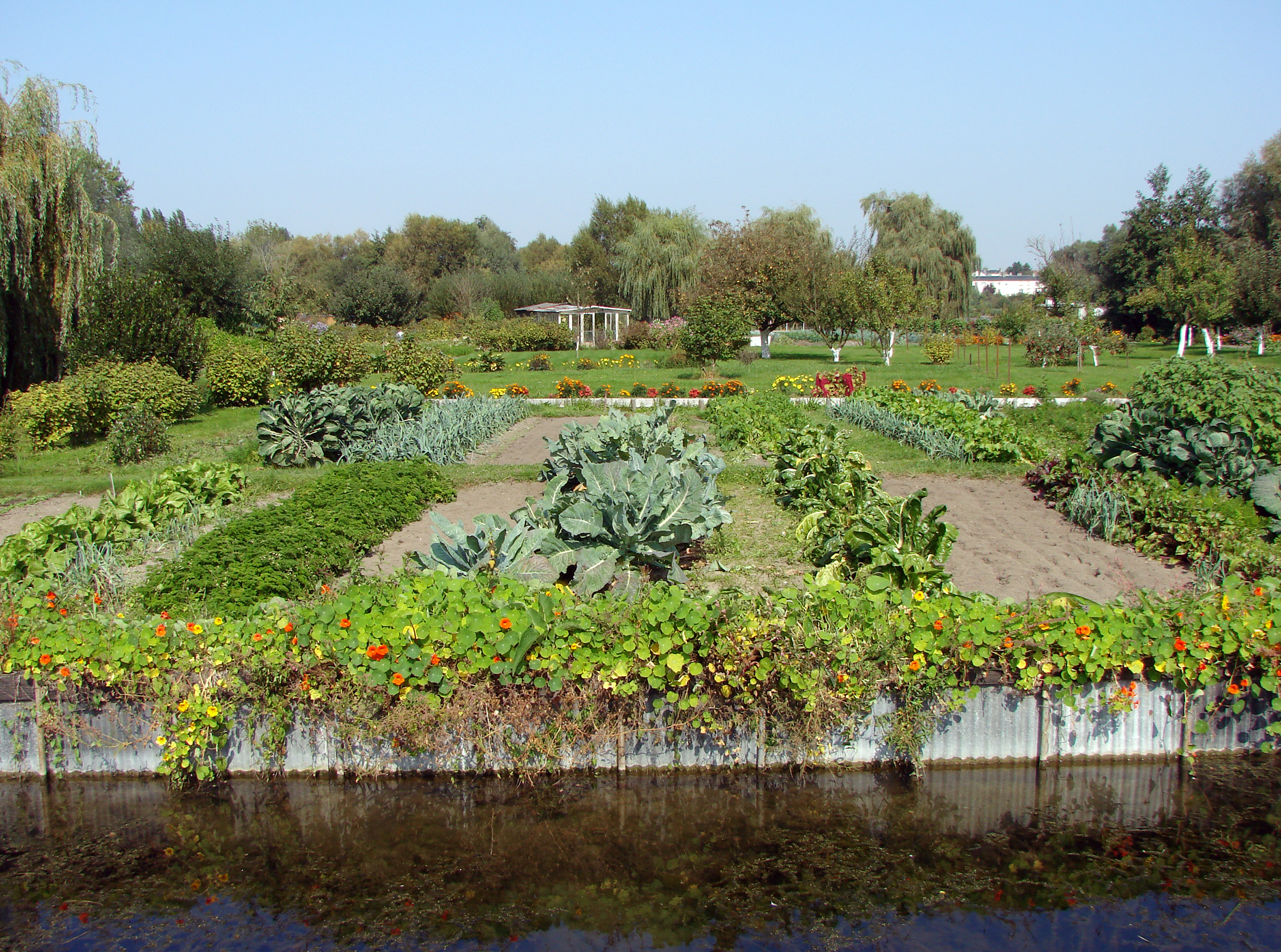
Hortillonnages d'Amiens (France).
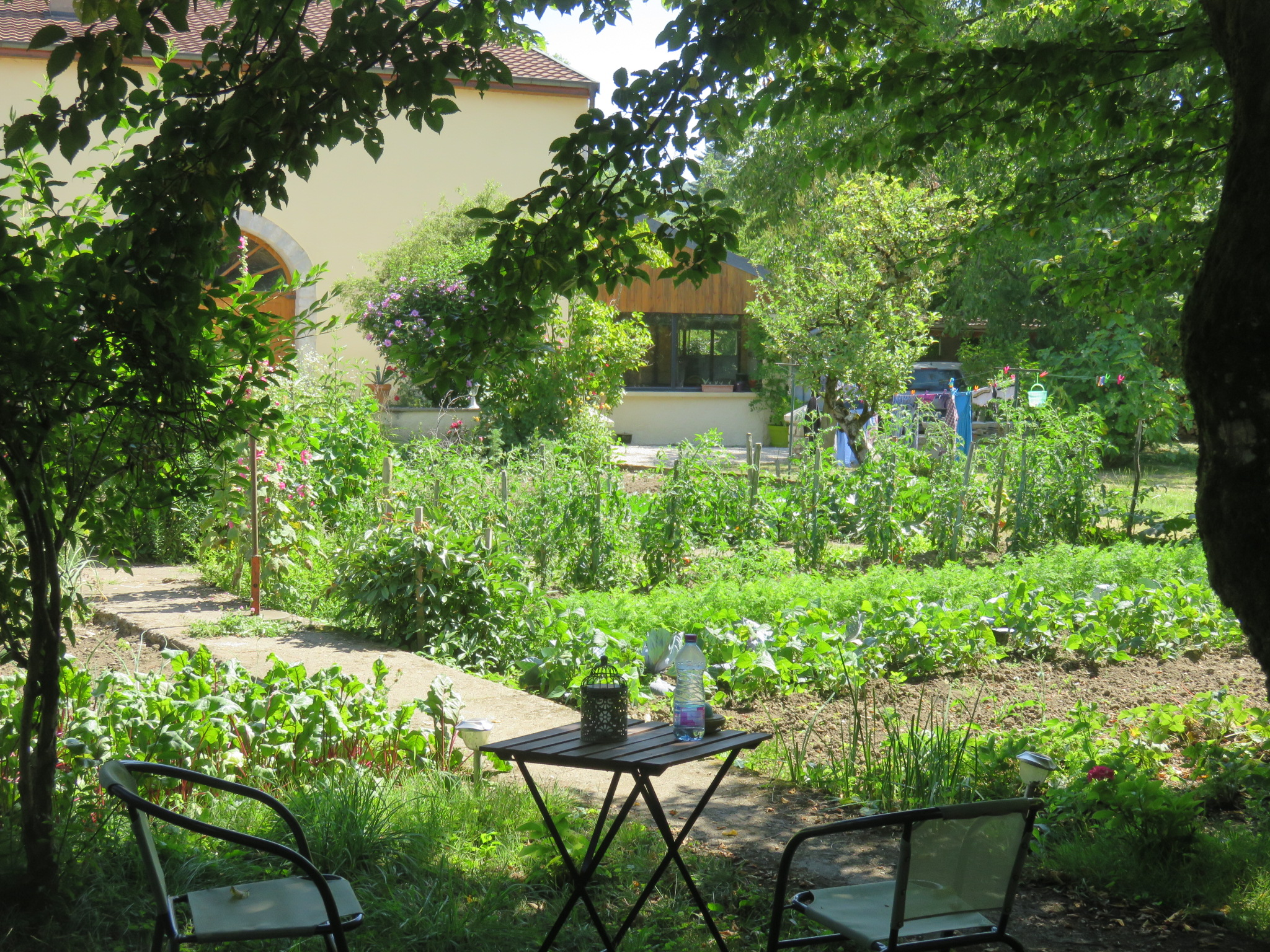
Un jardin potager et ses allées (France).

Le passepied, à aménager entre chaque planche, aura environ 40 cm de large (la largeur d'un râteau). La longueur à donner aux planches dépend de la dimension de la parcelle. Les allées et les planches peuvent se tracer au cordeau et à l'aide du râteau ou de la serfouette.

Quelques jardins potagers remarquables de châteaux
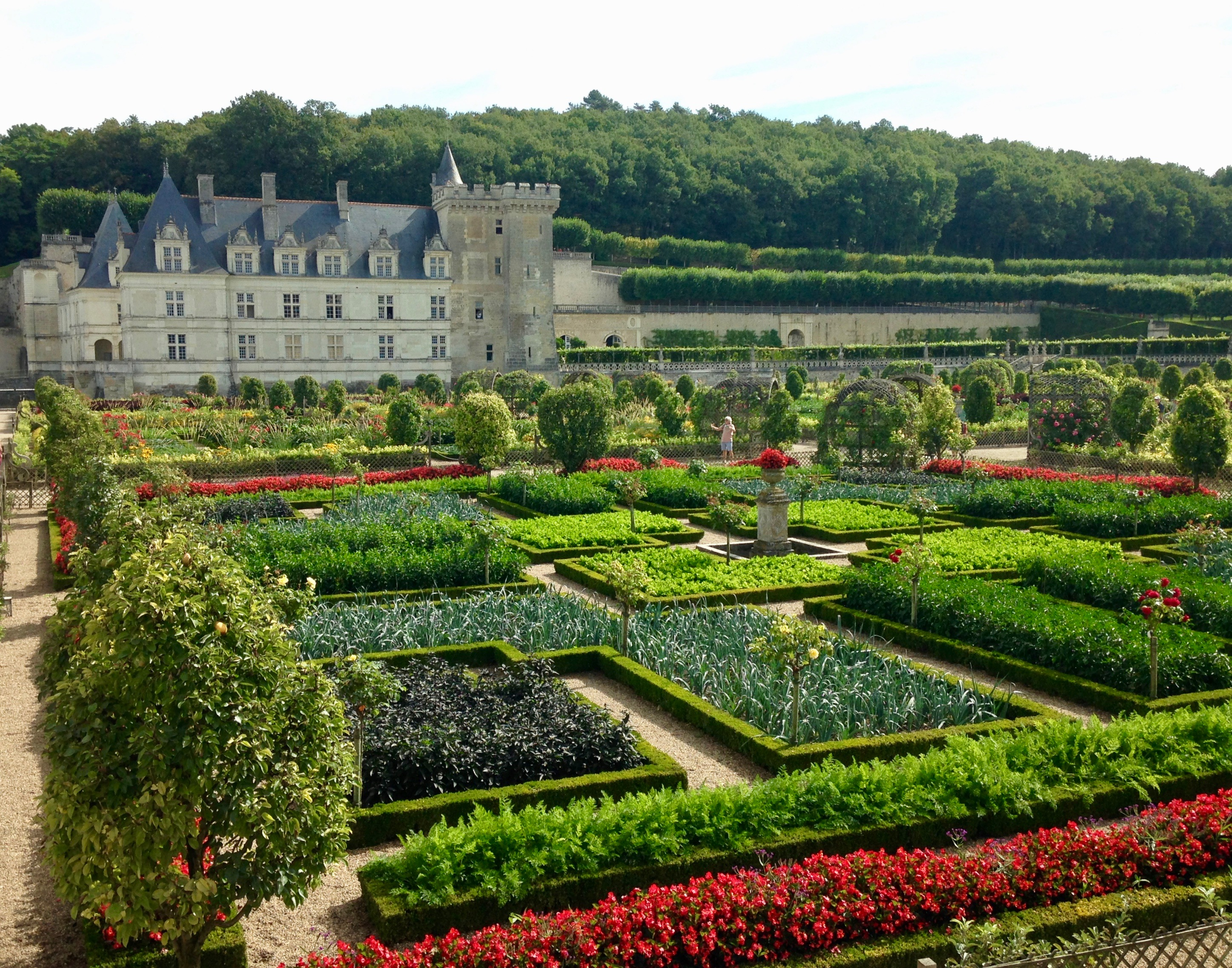
Jardins potagers du château de Villandry (France).
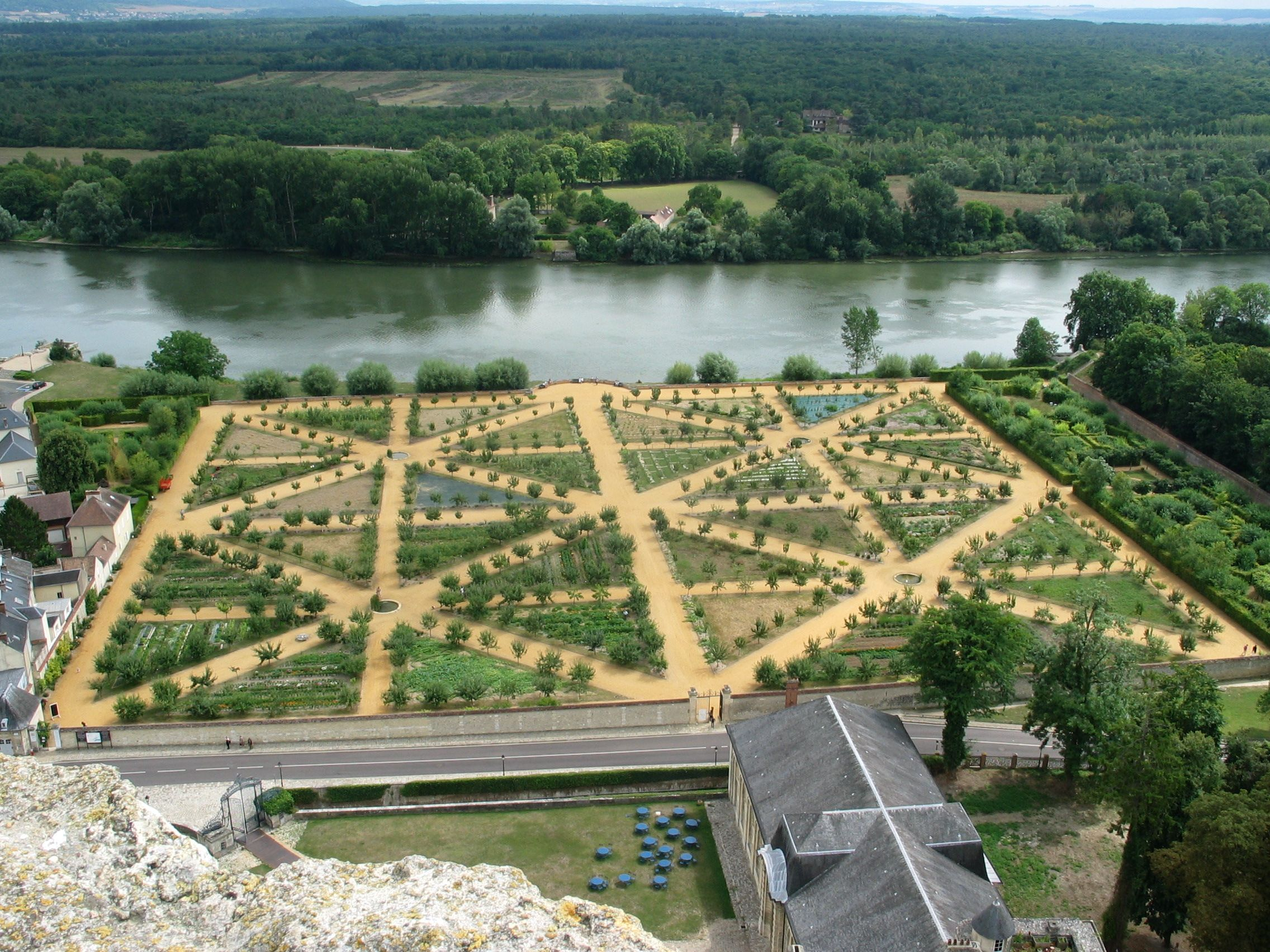
Potager du château de la Roche-Guyon (France).
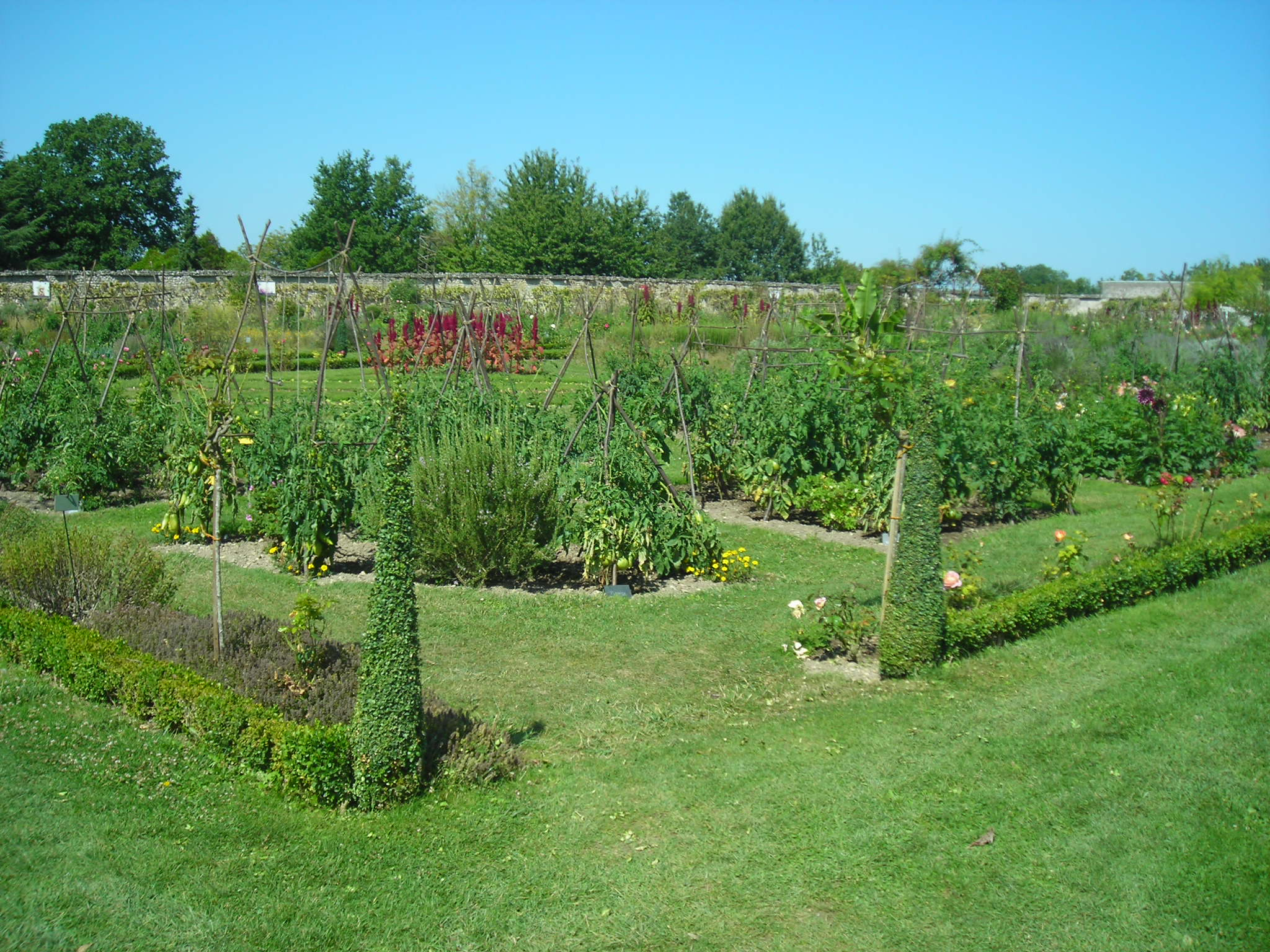
Château de La Bourdaisière (France)..
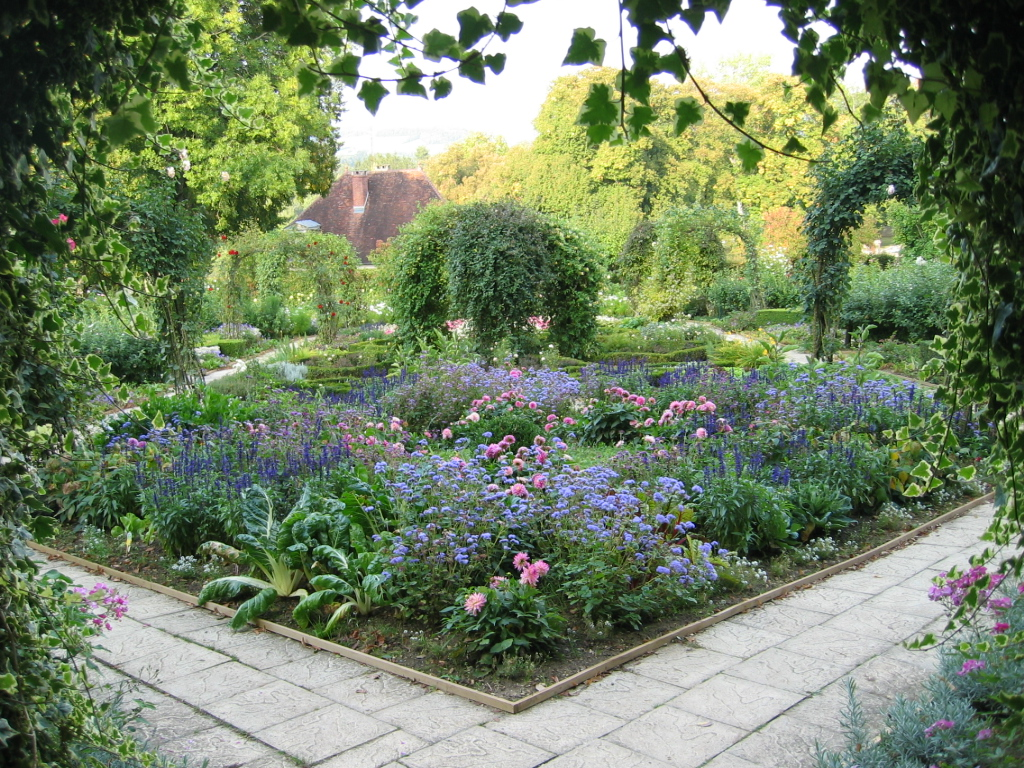
Château d'Arlay (France).

Certains légumes se développant sur plusieurs mètres au sol (cucurbitacées) ou en hauteur (haricots, tomates), il faut anticiper ce type de croissance dans la conception initiale du jardin pour éviter que les plantes ne se recouvrent ou se fassent de l'ombre l'une l'autre.

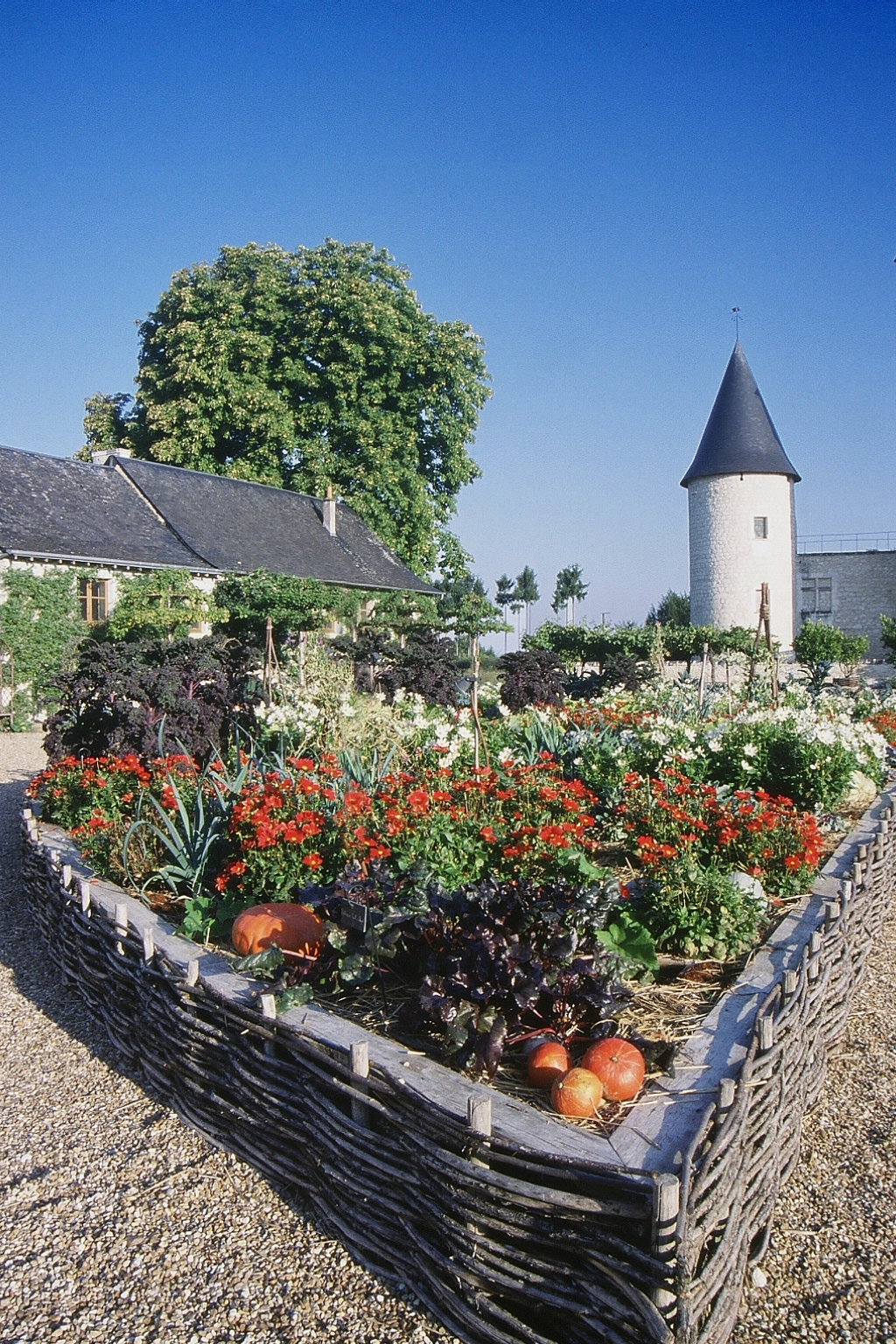
Potager de Gargantua du château du Rivau (Touraine).

### Rotation des cultures et disposition des différentes espèces
Il est important de pratiquer une rotation culturale afin d'éviter de « fatiguer » la terre en cultivant toujours les mêmes espèces au même endroit et de réduire les risques de développement de maladies et de ravageurs spécifiques d'une espèce ou d'espèces voisines.
- Pour limiter la concurrence entre les plantes de même genre et favoriser des interactions bénéfiques, il est utile d'associer des « plantes compagnes »[6].
- On peut également planter en bordure du potager des fleurs (telles que cosmos ou œillet d'Inde par exemple) pour le plaisir des yeux mais aussi pour leur capacité à attirer certains pollinisateurs ou repousser certains parasites[7].
- Les arbres fruitiers sont à placer au verger, et non au potager, afin de ne pas faire trop d'ombre aux plantes du potager ; toutefois, dans les régions à fort rayonnement solaire, des arbres judicieusement disposés en périphérie du jardin créeront un microclimat favorable jusqu'à la récolte.

### Aménagements
Le jardin potager peut être agrémenté d'accessoires utiles comme un hôtel à insectes collectif ou d'abris monospécifiques à l'image des nichoirs à osmies, tout comme il peut également contenir des éléments plus culturels comme l'épouvantail.

## Le calendrier du potager
Le tableau ci-dessous détaille les mois où semer (S) et ceux où planter ou repiquer (P) les différentes espèces[réf. nécessaire]. Il s'agit d'un calendrier construit pour le bassin parisien, en France. Si la localisation du jardin est dans une région au climat plus chaud ou plus froid, le calendrier des cultures doit être avancé ou reculé de une à plusieurs semaines.
|                     | Janv.      | Fév.       | Mars               | Avril              | Mai                | Juin               | Juil.              | Août               | Sept.      | Oct.       | Nov.       | Déc.       |  |
| Ail                 | Plantation | Plantation | Plantation         |                    |                    |                    |                    |                    |            |            | Plantation | Plantation |  |
| Oignon              |            | Plant.     | Sem. & plant.      | Sem. & plant.      |                    |                    |                    |                    | Semis      | Plantation | Plantation |            |  |
| Aubergine           |            | Semis      | Semis              |                    |                    | Plant.             |                    |                    |            |            |            |            |  |
| Carotte             |            | Semis      | Semis              | Semis              | Semis              | Semis              | Semis              |                    |            | Semis      | Semis      |            |  |
| Chou-fleur          |            | Semis      | Semis              | Semis              | Sem. & Plant.      | Sem. & Plant.      | Plantation         | Plantation         |            | Semis      |            |            |  |
| Épinard             |            | Semis      | Semis              | Semis              | Semis              |                    |                    |                    | Semis      | Semis      |            |            |  |
| Laitue              |            | Semis      | Semis & plantation | Semis & plantation | Semis & plantation | Semis & plantation | Semis & plantation | Semis & plantation | Semis      |            |            |            |  |
| Radis & Navet       |            | Semis      | Semis              | Semis              | Semis              | Semis              | Semis              | Semis              | Semis      |            |            |            |  |
| Poireau             |            | Semis      | Semis              | Semis              | Sem. & Plant.      | Plantation         | Plantation         | Sem. & Plant.      |            |            |            |            |  |
| Échalote            |            |            | Plantation         | Plantation         | Plantation         |                    |                    |                    |            |            | Plant.     |            |  |
| Rhubarbe            |            |            | Plant.             |                    |                    |                    |                    |                    |            |            |            |            |  |
| Brocoli             |            |            | Semis              | Semis              | Semis & plantation | Semis & plantation | Semis & plantation | Plant.             |            |            |            |            |  |
| Fève                |            |            | Semis              |                    |                    |                    |                    |                    |            | Semis      | Semis      |            |  |
| Persil              |            |            | Semis              | Semis              | Semis              | Semis              |                    |                    |            |            |            |            |  |
| Piment              |            |            | Semis              | Semis              |                    | Plant.             |                    |                    |            |            |            |            |  |
| Tomate              |            |            | Semis              | Semis              |                    | Plant.             |                    |                    |            |            |            |            |  |
| Pois                |            |            | Semis              | Semis              | Semis              |                    |                    |                    |            |            |            |            |  |
| Choux pommé         |            |            | Semis & plantation | Semis & plantation | Semis & plantation | Semis & plantation | Semis & plantation | Semis & plantation | Semis      |            | Plant.     |            |  |
| Pomme de terre      |            |            |                    | Plant.             |                    |                    |                    |                    |            |            |            |            |  |
| Betterave & Blettes |            |            |                    | Semis              | Semis              | Semis              |                    |                    |            |            |            |            |  |
| Céleri              |            |            |                    | Sem.               |                    | PPlant.            |                    |                    |            |            |            |            |  |
| Chou de Bruxelles   |            |            |                    | Sem.               |                    | Plant.             |                    |                    |            |            |            |            |  |
| Concombre           |            |            |                    | Semis              | Semis              | Plant.             |                    |                    |            |            |            |            |  |
| Panais              |            |            |                    | Semis              | Semis              |                    |                    |                    |            |            |            |            |  |
| Endive              |            |            |                    |                    | Semis              | Semis              |                    |                    |            |            |            |            |  |
| Courgette           |            |            |                    |                    | Semis              | Semis              | Semis              |                    |            |            |            |            |  |
| Haricot             |            |            |                    |                    | Semis              | Semis              | Semis              |                    |            |            |            |            |  |
| Melon               |            |            |                    |                    | Sem.               | Plant.             |                    |                    |            |            |            |            |  |
| Potiron             |            |            |                    |                    | Sem.               | Plant.             |                    |                    |            |            |            |            |  |
| Fraisier            |            |            |                    |                    |                    |                    |                    | Plantation         | Plantation | Plantation |            |            |  |
| Mâche               |            |            |                    |                    |                    |                    |                    | Semis              | Semis      |            |            |            |  |

## Exemples de jardins potagers remarquables

### En France
- Potager du Roi et hameau de la Reine du château de Versailles (Yvelines)
- Jardins du palais des papes d'Avignon (Provence)
- Potager du château de la Roche-Guyon (Val-d'Oise)
- Jardins du château de Villandry (Indre-et-Loire)
- Jardins du château du Rivau (Indre-et-Loire)
- Potager extraordinaire de la Mothe-Achard (Vendée)
- Potager fleuri du château de Saint-Jean-de-Beauregard (Essonne)
- Potager du parc floral de la Source d'Orléans (Loiret)
- Potager conservatoire du château de La Bourdaisière de Montlouis-sur-Loire (Indre-et-Loire)
- Jardin conservatoire de Saint-Pierre-sur-Dives (Calvados)
- Potager des oiseaux du 3e arrondissement de Paris
- Jardins potagers du château-Dauphin, décrits par Montaigne, à Pontgibaud (Puy-de-Dôme)
- Jardins potager du Château d'Arlay (Jura)

## Événements
- Journée mondiale du potager (quatrième dimanche du mois d'août).

## Concours
Différents concours sont organisés autour des potagers, dont des concours des plus beaux légumes dans de nombreuses villes et pays.
En France, le Concours national des jardins potagers est organisé chaque année depuis 2001 par la section jardins potagers et fruitiers de la Société nationale d'horticulture de France (SNHF). Des prix récompensent les jardins les plus méritants dans cinq catégories : jardin potager privatif, jardin familial, jardin potager situé dans un environnement paysager, jardin ou parcelle pédagogique, jardin potager partagé.

## Musique
- 1972 : Le Petit Jardin, de Jacques Dutronc[9].

## Télévision
- Nicolas le Jardinier
- 1998 : Silence, ça pousse !, de Stéphane Marie.

## Art

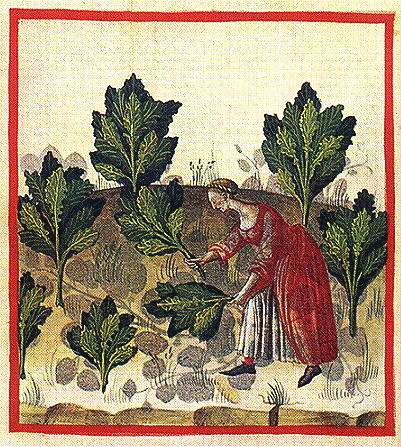
Caules Onati (chou), inconnu (XIVe siècle)
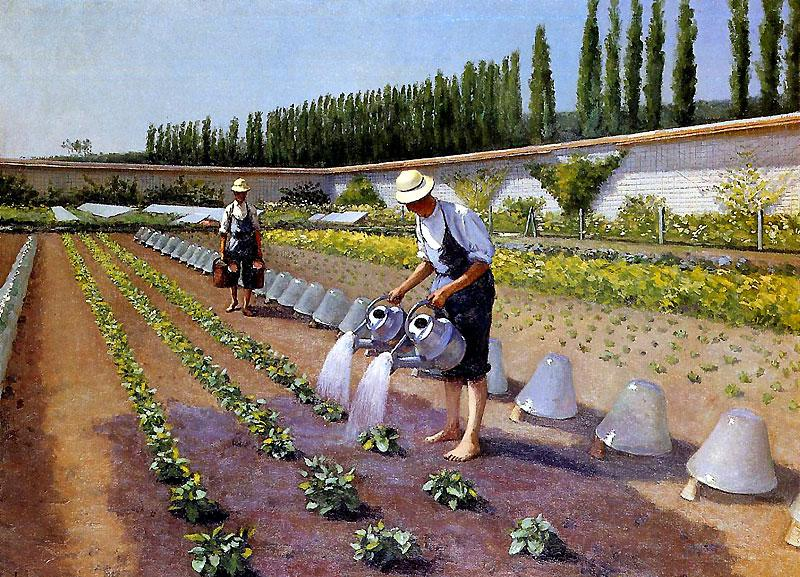
Jardiniers, Gustave Caillebotte (v1875)
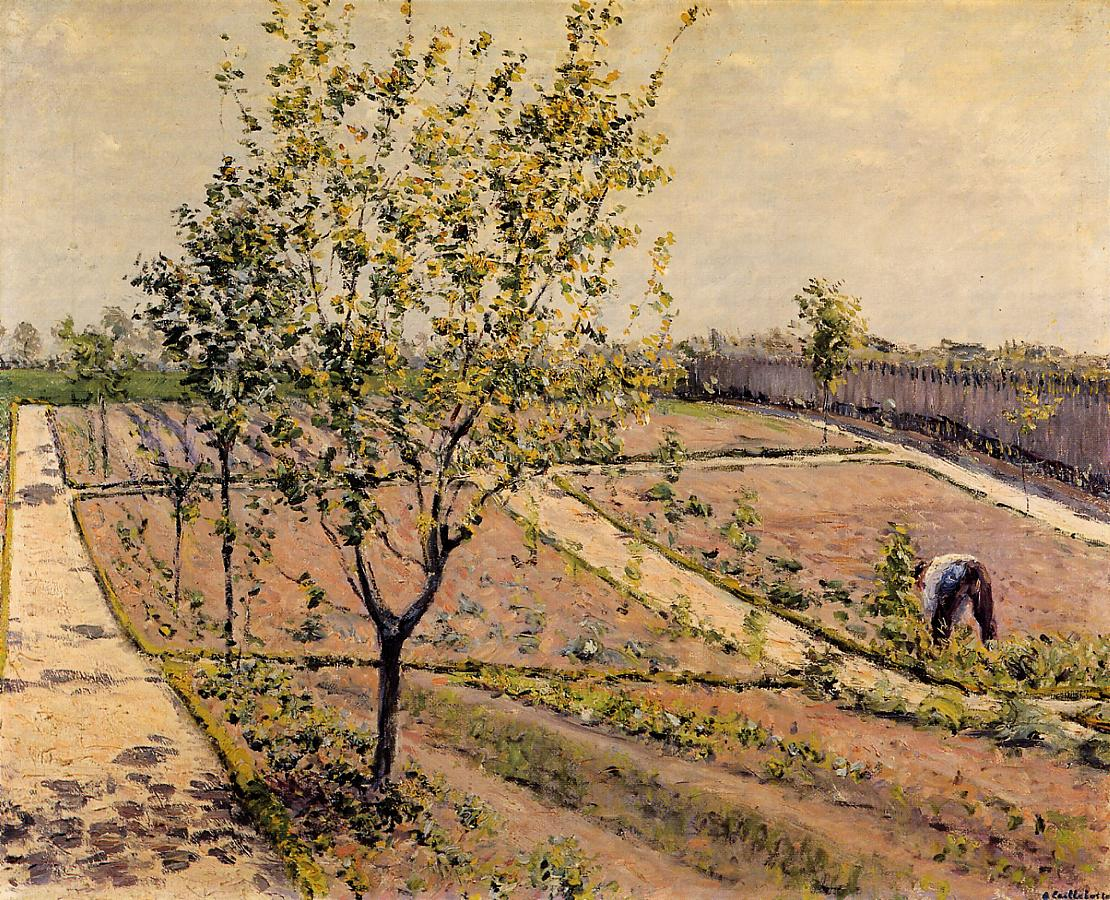
Le jardin potager, Petit Gennevilliers, Gustave Caillebotte (1882)
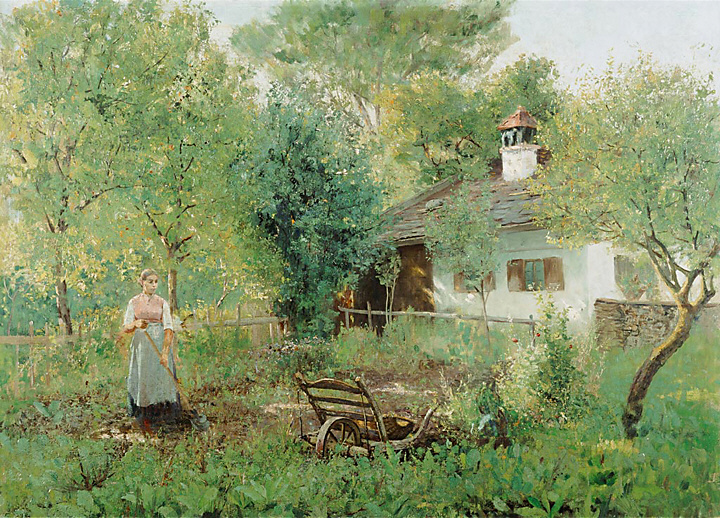
Femme dans le jardin du cottage, Johann Sperl (v1885)
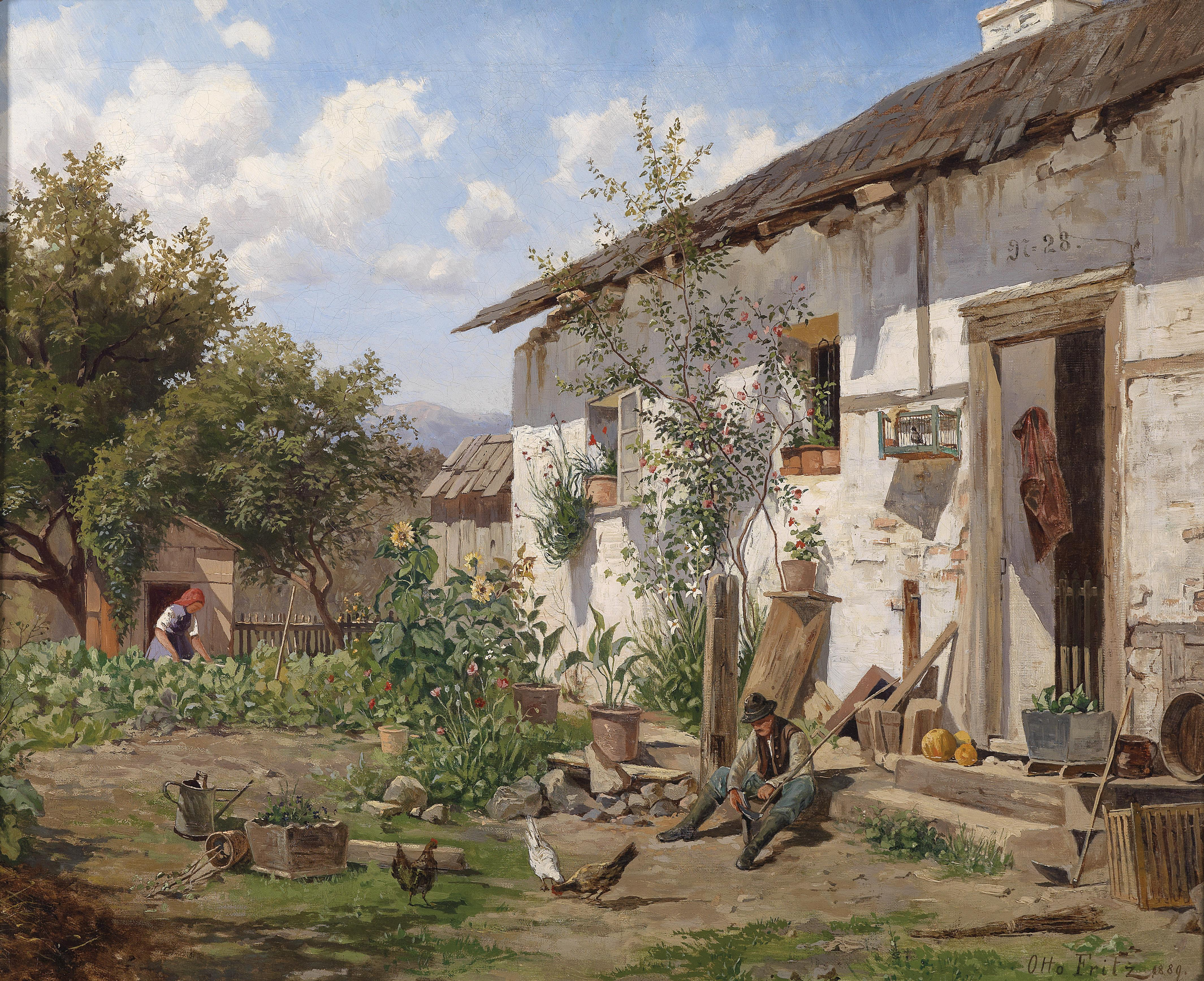
Cottage garden idyll, Otto Fritz (1889)
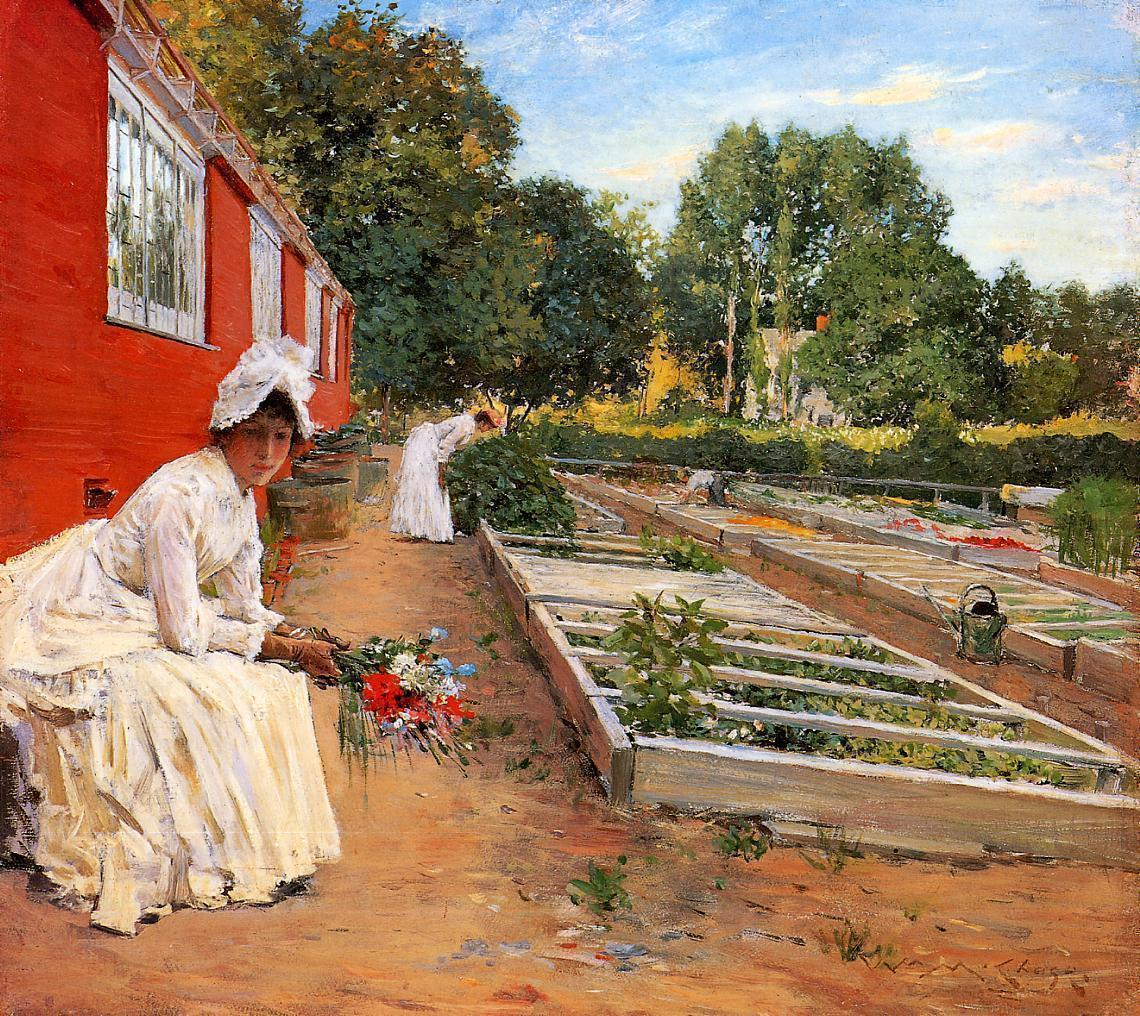
Une visite au jardin, William Merritt Chase (1890)
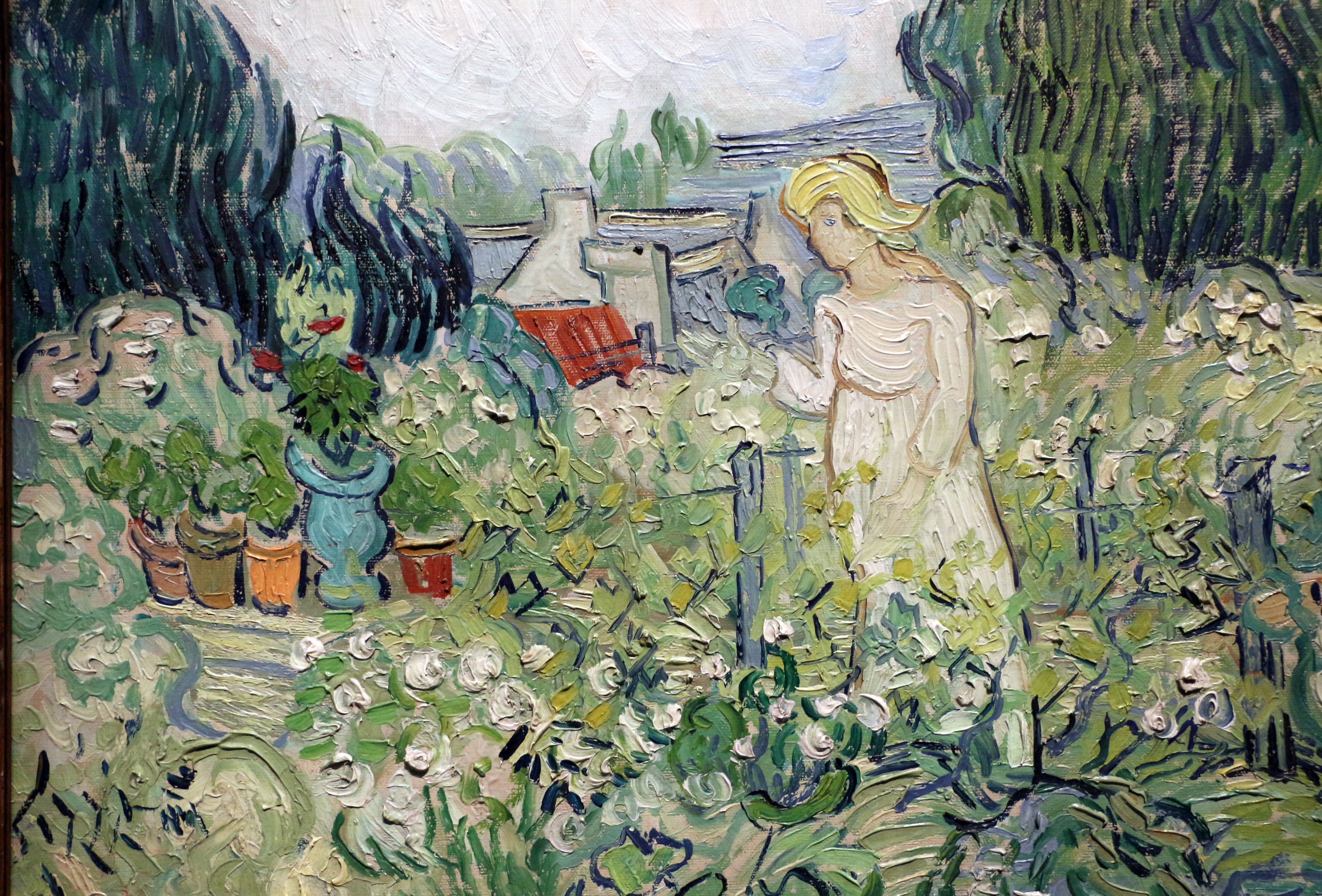
Mademoiselle Gachet au jardin, Vincent van Gogh (1890)
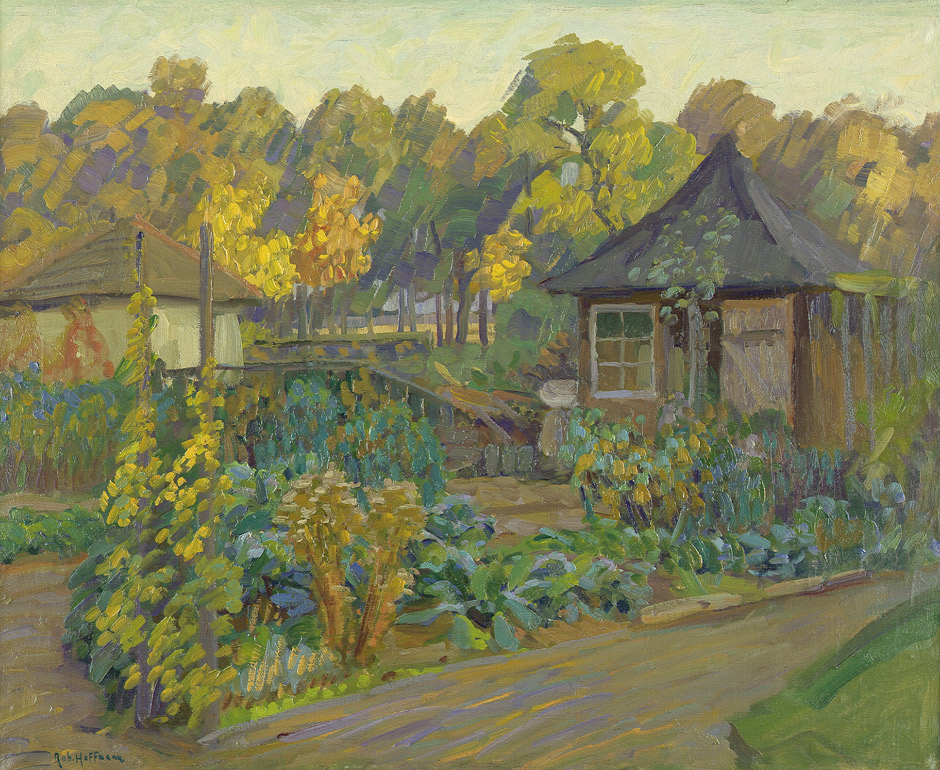
Tonnelles à Berlin-Zehlendorf, Robert Hoffman (1910)
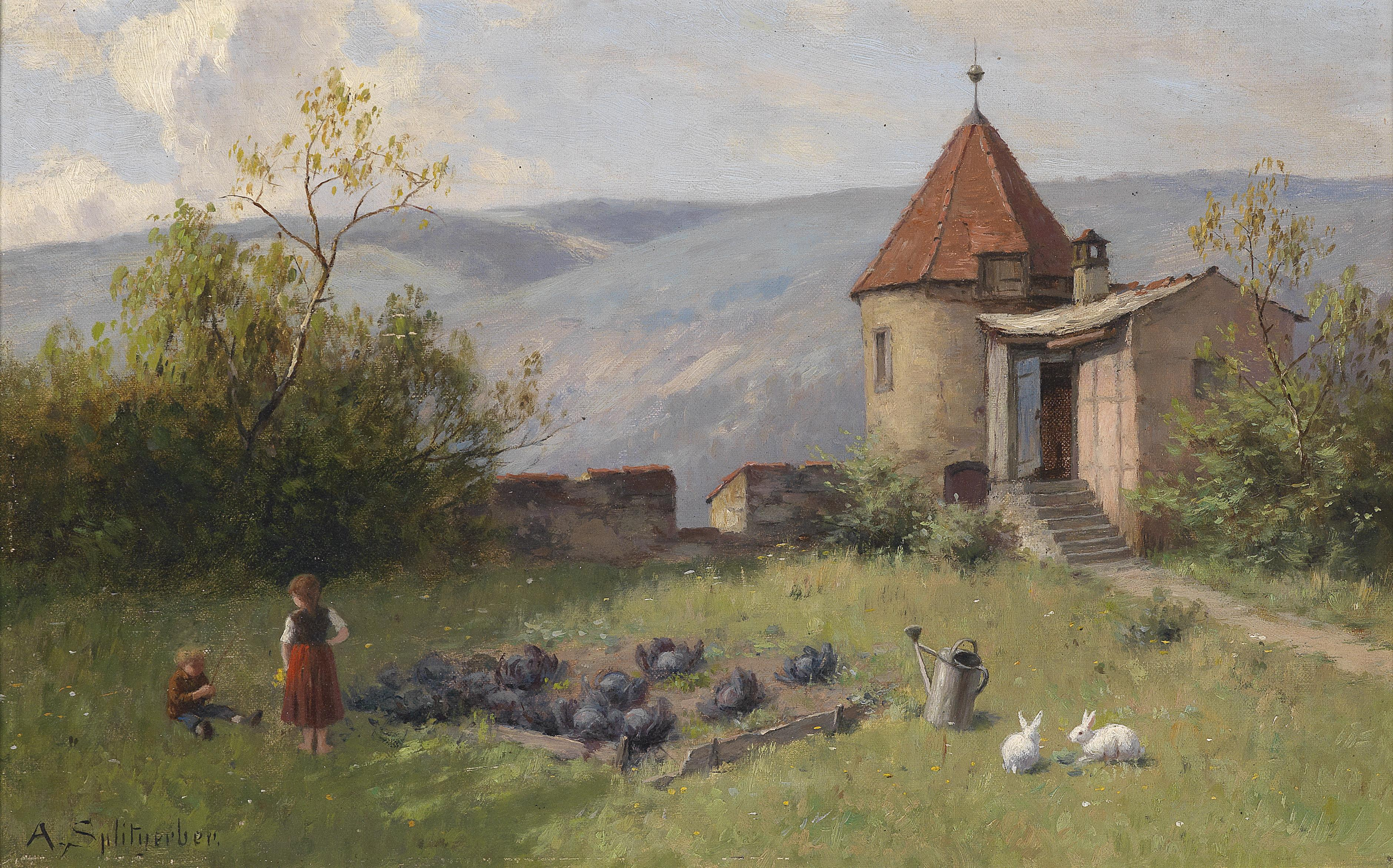
Jardin potager avec deux lapins, August Splitgerber (v1918)
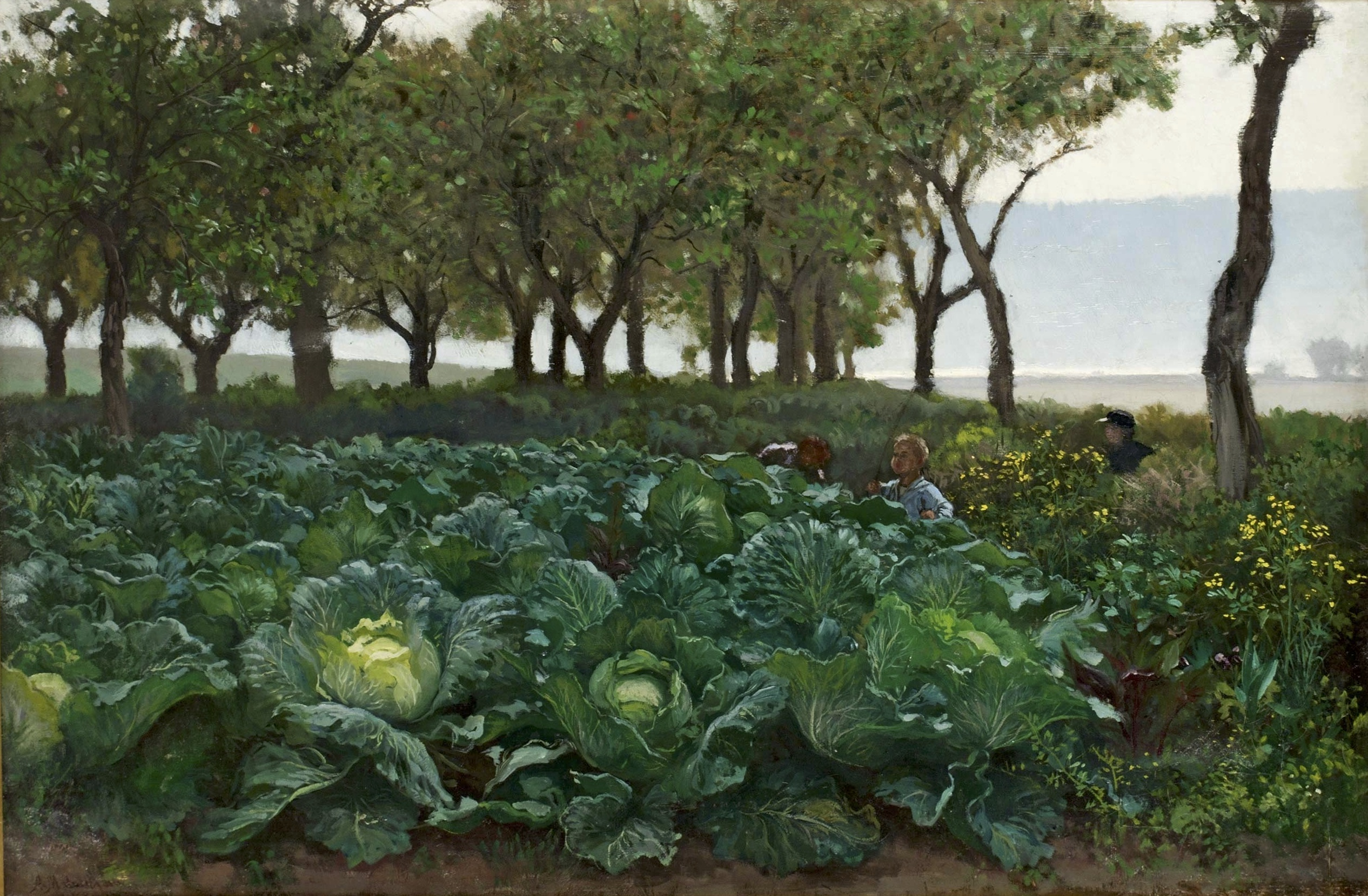
Enfants jouant dans un jardin, August Malmström